# Сатанів
Са́танів — селище в Україні, центр Сатанівської селищної територіальної громади Хмельницького району Хмельницької області. Бальнеологічний курорт України.
У селищі розташований хлібозавод, консервний завод, тощо. Відоме з 1404 року. Магдебурзьке право з 1641 року.
Селище міського типу з 1938 року по 26 січня 2024 року.

## Розташування
Селище розміщене на лівому березі річки Збруч, на території національного природного парку «Подільські Товтри». На правому березі Збруча, сусідом Сатанова є село Калагарівка Чортківського району Тернопільської області.
Біля Сатанова розташоване Збручанське родовище мінеральних вод.
Сатанів займає центральне положення в курортній місцевості, є місцем розселення обслуговчого персоналу курорту, центром трудового тяжіння, культурно-побутового обслуговування цілої групи сільських населених пунктів: з півночі — Сатанівка, Юринці, Покровка, зі сходу — Кам'янка, Спасівка, з півдня — Слобідка-Сатанівська, Кринцілів.

## Транспорт і шляхи сполучення
Найближча до Сатанова залізнична станція — Закупне, що лежить на лінії Копичинці—Гусятин—Ярмолинці. Відстань до Закупного становить 20 км.
Територіальний автошлях Т 0903 з'єднує Сатанів з низкою населених пунктів Тернопільщини та Івано-Франківщини (Теребовля, Підгайці, Галич). Регіональний автошлях Р50 забезпечує сполучення з Городком (27 км), Ярмолинцями і обласним центром, відстань до якого, приблизно 77 км.
Автошлях Р48 (Кам'янець-Подільський—Сатанів—Війтівці— Теофіполь—Білогір'я) з північного боку з'єднує Сатанів з міжнародним автомобільним шляхом М12 E50 (відстань до перетину 31 км). До Кам'янця-Подільського відстань становить близько 74 км.
Під'їзд до курорту Сатанів забезпечує автошлях Т 2328 (довжина 3 км).

## Рельєф
Місцевість горбиста, розчленована ярами та балками. Місцями на поверхню виходять вапняки. Долина Збруча в межах Сатанова каньйоноподібна. Площа зелених насаджень становить 57,7 га.

## Клімат
Пересічна температура січня становить −5,5 °C, пересічна температура липня — +18,7 °C. За рік випадає 540 мм опадів .

## Назва
Назва міста походить, за твердженням істориків, від слова «Сат» — велике село. За іншою версією — від римських слів лат. Sat an non (сат ан нон). Археологічні знахідки (багато давньоримських монет та інших речей) дають підстави стверджувати, що місто засноване ще римлянами. За легендою, римський легіон, часів імператора Траяна, під проводом центуріона Тонілія в 105 році нашої ери, проходив на північ від Дністра. На високому березі невідомої річки полководець звернувся до своїх легіонерів «Sat an non?» («зупинимося, чи підемо далі»). «Sat!» — одноголосно вигукнуло стомлене військо. З тієї пори виникло тут поселення, яке назвали Сатанів.[джерело?] Але перша писемна згадка про Сатанів припадає на 1404 рік .
За третьою версією, турецькі яничари після невдалих спроб його завоювати, назвали густу лісну околицю, поселенням «клятого місця».
Оригінальний підхід до розшифровки топоніма «Сатанів» запропонували студент-лінгвіст Євген Палійчук і кандидат хімічних наук Юрій Палійчук. У статті «Готський шифр на карті України», опублікованій 2008 року в київському журналі «Науковий світ» (видавець — Вища атестаційна комісія України), вони пишуть: «Вийшовши в IV ст. н. е. з території нинішньої України в Західну Європу, готи стали тим субстратом, з якого в подальшому сформувалось багато народів Європи (німці, французи, англійці й інші). Звичайно, можна припустити, що їхня мова повинна мати хоч якусь спорідненість із мовою пращурів — готів. І що ж? Виявилось, що нинішні англійська і, меншою мірою, німецька можуть бути тим ключем, який легко відкриває нам значення незрозумілих для нас, нинішніх, топонімів». Щодо Сатанова автори зазначають: «ніякого сатани там не водилося, просто Збруч в тому місці плив тихо, спокійно дзюрчав — sough (sau) — шелест, дзюрчання» .
Дослідниця українського язичництва, доктор філософських наук Галина Лозко зауважила: «На нашу думку, топонімічні назви Чортків і Сатанів мають язичницьку семантику, про що з незрозумілих причин не повідомляють мовознавці, намагаючись етимологізувати ці назви з іноземних мов» .
Оксентій Онопенко в словнику «Образи української міфології в історії і географії» виводить назву «Сатанів» від шведського «satt» (похідне від «sitta») та «satte» (похідне від «sätta») — сидіти, ладно сидіти, міцно сидіти, сидіти на правлінні, знаходитися, садовити (посадник). Назва «Сатанів» (від «satt» — «sitta») синонімічна назві «сіттичі» в списку «Баварського географа» (перша половина IX сторіччя). Синонімами назви «Сатанів» є міста Седнів (Чернігівщина) та «Saßnitz» (на Рюгені в Німеччині), назва якого у перекладі також «Седнів». Разом з тим, значення «сидіння» у топонімах має значення «розташування військового табору», як у назвах «Гродно» (швейцарсько—німецьке «gröden» — таборитися), «Ташау» (українське «ташувати» — таборити), «Мілокс» (шведське «milo» — військовий привал), «Махів» (грецьке «μαχη» — воїнь), «Ковель» (старожитнє українське «ков» — бити), «Сенаки» (санскрит «sena» — військовий табір) тощо. Важливо враховувати, що знаходження міста побіля річки Збруч може нагадувати про образ бога вітрів у назві річки Збруч, яка тече у Дністер. Латинське «satus» — віяти, сіяти. Такі двох-трьох значні образи топонімів і гідронімів притаманні старовинним назвам.
Історики минулого століття стверджували, що в околицях Сатанова на берегах Збруча в X—XI столітті був побудований Звенигород, яким з 1125 року правив Володимир — син князя Галицького.
Також існує багато легенд про цей населений пункт. Одна з них, про печеру в якій жив монах. Хворі люди з Сатанова та околиць йшли до монаха, який мешкав у лісі, у печері. Монах лікував хворих цілющими водами. Монах Василь жив досить скромно: збирав ягоди, гриби, мед. Як вже було зазначено, монах жив у печері, яка була вирубана у суцільній вапняковій скелі. Нижче цієї печери б’ють чотири джерела. Ними монах Василь лікував недуги людей. Ці джерела досі називають джерелами народної медицини. Воду використовують для промивання очей, лікування серцевих, нервових хвороб. 

## Історія

### XV століття

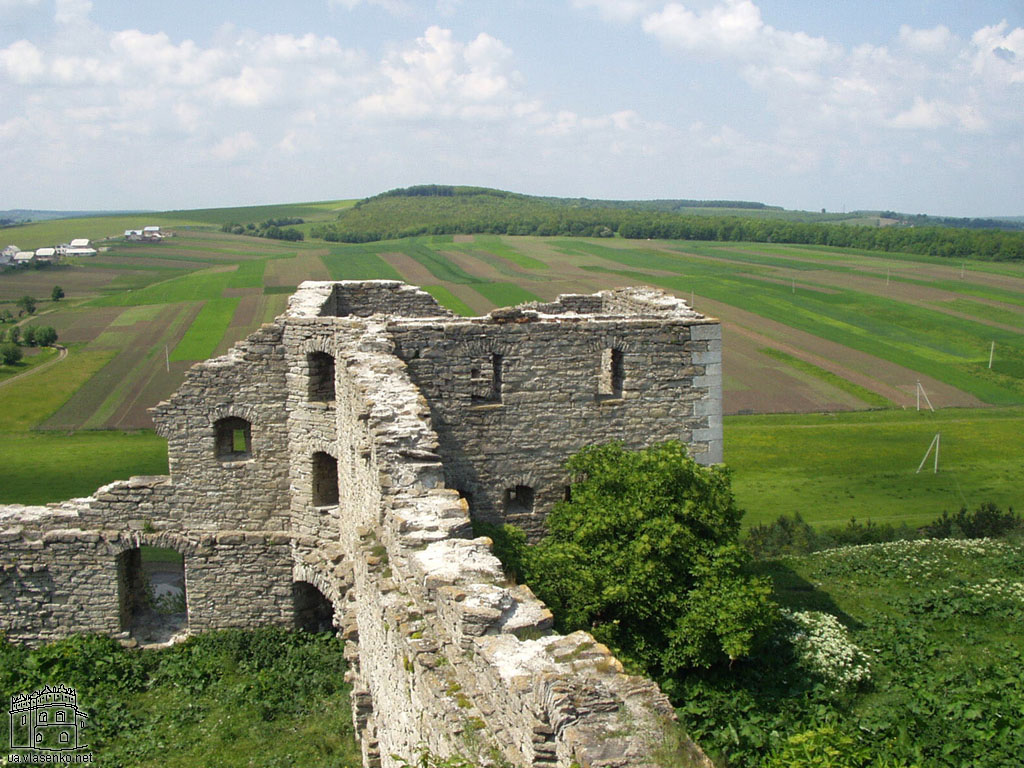
Сатанівський замок

Достеменний час виникнення Сатанова невідомий. Перша писемна згадка про Сатанів припадає на 1404 рік, коли польський король Владислав II Ягайло дав Петру Шафранцю Сатанів з околицями та Зіньків, зобов'язавши його за це виставляти на королівську службу загін озброєних людей для оборони прикордонних земель, зокрема й Сатанова.
- 1431 — Сатанів і Зіньків переходять до самбірського старости[7] Пйотра Одровонжа
- 1436 — польський король Владислав III надав Сатанову німецьке (магдебурзьке) право на прохання Пйотра Одровонжа.
- 1442 — Сатанів отримує статус містечка.

### XVI століття

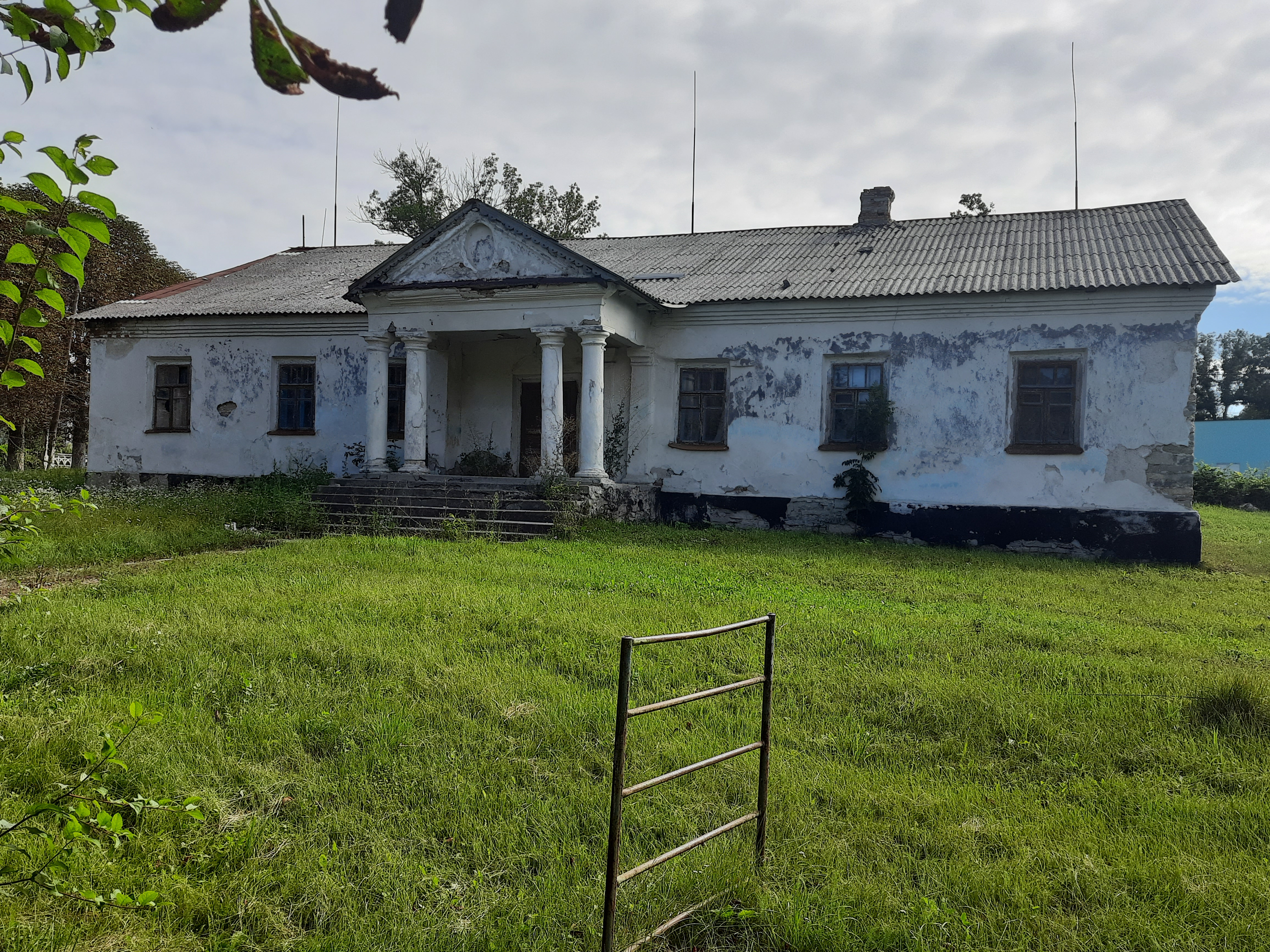
Особняк

1532 — Сатанів належить подільському воєводі Станіславу Одровонжу (1509—1545) — правнуку подільського воєводи Петра Одровонжа. Донька Станіслава Одровонжа Софія Одровонж (1540—1580) внесла Сатанів у посаг Яну Костці. Катерина Костка (?-1580) вийшла заміж за Сенявського (1576—1611), таким чином Сатанів перейшов до родини Сенявських.
В той час Сатанів — одне з прикордонних селищ, які складали укріплену оборонну лінію польсько-литовської держави на її південному кордоні.
Статус прикордонного поселення стримував розвиток Сатанова. Для забезпечення захисту жителів містечка, його власники Одровонжі побудували на високому березі над Збручем замок. Але, попри це, Сатанів багато разів ущент спалювали татари. Це змусило Польського короля Сигізмунда II в 1532 році на 8 років звільнити від податків його жителів. Пільги, які Одровонжі надавали тим, хто селився на їх землях, залучали нових мешканців.
Статус прикордонного поселення разом з небезпекою нападу татар, створювали більш сприятливі умови для розвитку торгівлі та ремесел, ніж для хліборобства. Вже в 1565 році в Сатанові працює 15 ремісників, в 1566 році — 50, а в 1583 році — 58 ремісників за 16 спеціальностями.
1581 — збудований дерев'яний костел, фундація Яна Костки.
Наприкінці XVI століття за 3 версти від містечка виникає Свято-Троїцький монастир, у стінах якого починає свою діяльність Арсеній Сатанівський, видатний релігійно-просвітний діяч свого часу.

### XVII століття

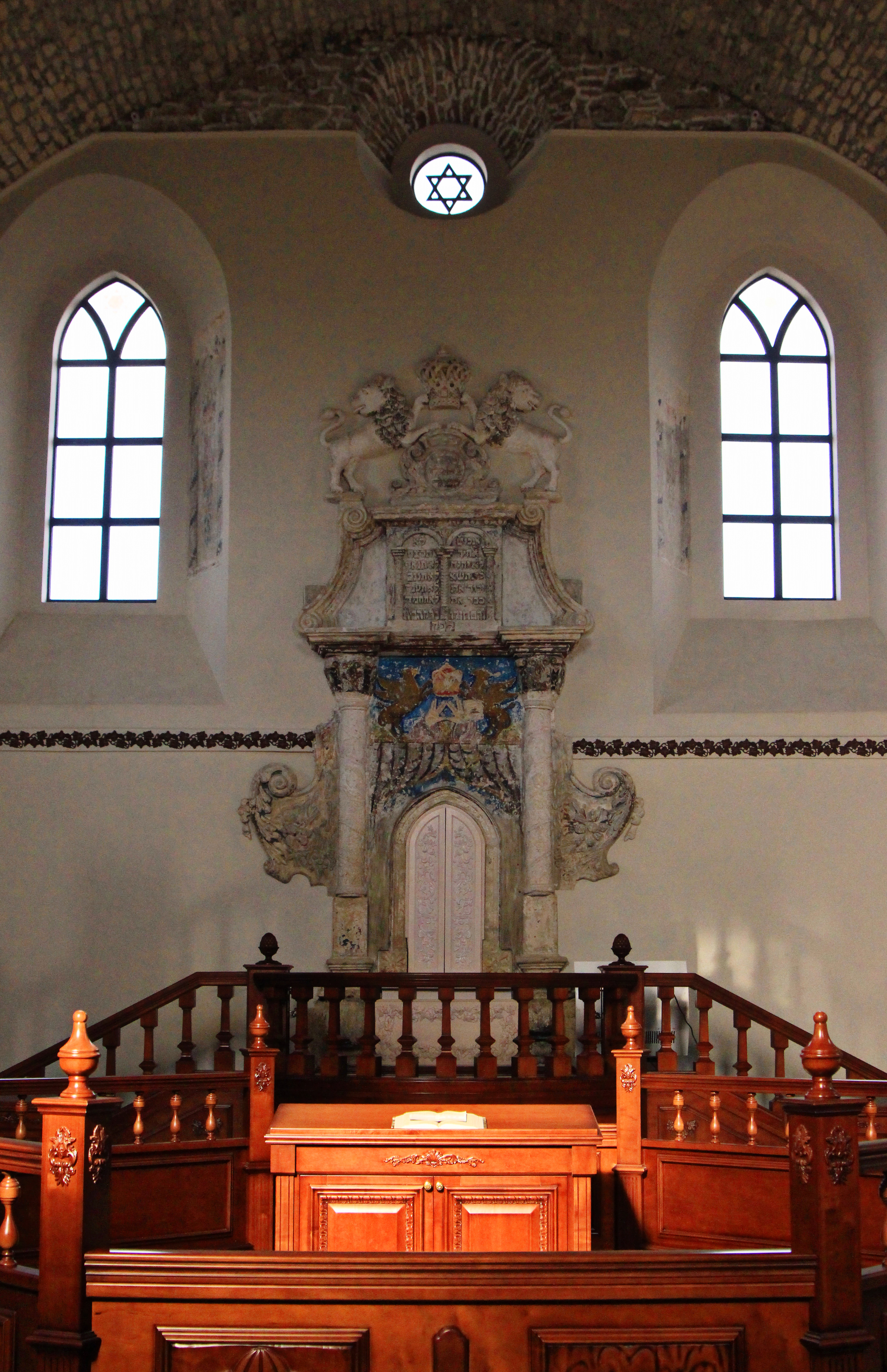
Арон Га-кодеш в інтер'єрі сатанівської синагоги

30 березня 1641 Катерина Сенявська поновлює надання місту магдебурзького права. Замок був обнесений валами. Існувала лікарня.
Єдина донька гетьмана Адама-Миколая Сенявського (1666—1726) Софія вийшла заміж за руського воєводу Августа Чарторийського, таким чином Сатанів перейшов до родини Чарторийських.

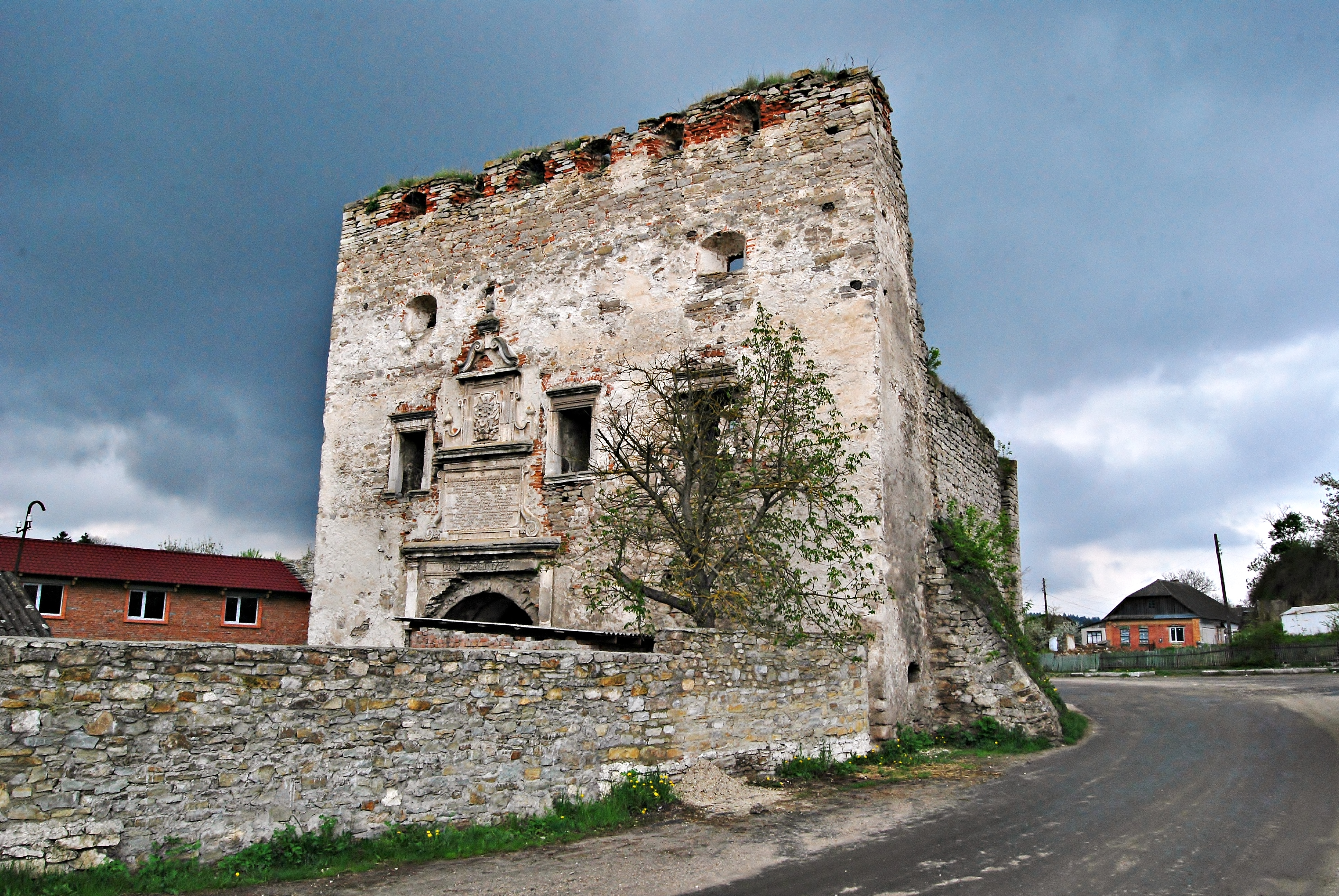
Міська Брама.

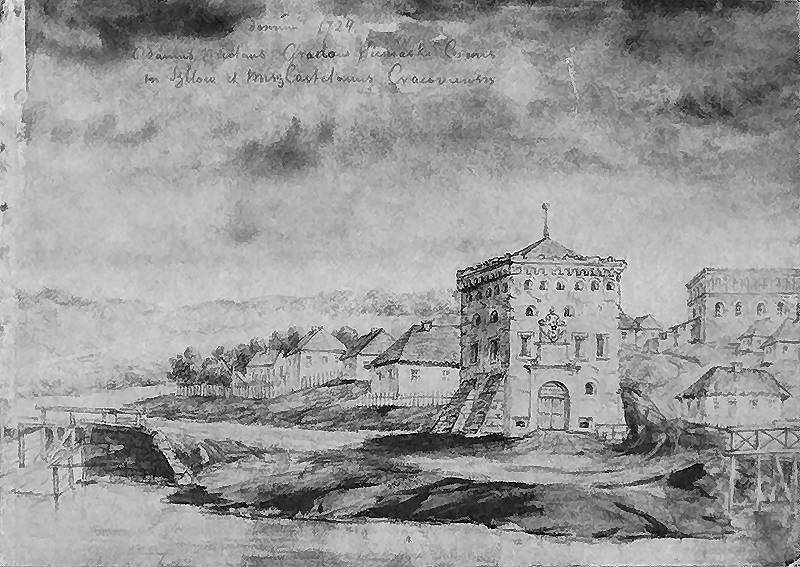
Міська брама. Синагога. Наполеон Орда 1871.

- 1617–1618 — татари двічі спалюють і грабують містечко
- 1641 — Сатанів вдруге отримує магдебурзьке право
- середина XVII століття — починає діяти братська школа
- 1648 — містечко захоплюють козаки
- 1651 — Сатанів спалюють татари
- 1667 — за Андрусівським перемир'ям Сатанів відходить до Польщі
- 1676 — містечко захоплюють турки; у кровавій битві загинуло 4 тисяч мешканців
- 1699 — Поділля повернене Польщі

### XVIII—XIX століття
Донька Чарторийського Ізабела Любомирська внесла Сатанів у посаг Станіславу Любомирському (1722—1794). Від неї Сатанів перейшов її доньці Олександрі Потоцькій. Від неї Сатанів перейшов її сину графу Олександру Станіславу Потоцькому. Від нього його доньці Наталії Потоцькій (кн. Сангушко). Князь Роман Санґушко тримав у Сатанові табун арабських коней. Після нього Сатанів перейшов до доньки Марії Клементини Потоцької (1830—1903)
- 1702 — в Сатанові та його околицях спалахнуло селянське повстання, яке було жорстоко придушене. Каральний загін був розташований в Сатанівському Свято-Троїцькому монастирі, там же відбувалися тортури та страти повсталих.
- 1711 — в Сатанові зупинився московський цар Петро I, який повертався з турецького походу. Він жив у хаті на околиці містечка. Ця хата зберігалась до середини XIX століття.
- 1720-ті роки — власник Сатанова — гетьман Адам-Миколай Сенявський заклав мурований замок у вигляді зірки з 5 вежами на рогах та обніс місто мурами, з яких залишилася тільки південна брама з надписом латиною. З веж — тільки 3 зруйновані.
- 1730 — з цього року збереглася найдавніша відома нині печатка Сатанівської ратуші (ЦДІА України у місті Києві. — Ф. 50. — Оп. 1. — Спр. 3. — Арк. 113): в полі печатки — тогочасний герб міста (зображення оленя, що біжить у лівий геральдичний бік); довкола — напис латинською мовою «SIGILLVM CIVITATIS SATANOVIENSIS» («печатка міста Сатанова»).
- З 1744 року в Сатанові щорічно проводяться ярмарки, які значно вплинули на національний склад та кількість мешканців. Август Чарторийський отримав привілей від короля проводити 4-тижневий ярмарок, що привабило до міста грецьких і вірменських купців. Місто торгувало воском, медом, лоєм, полотном, сукном.
- 1780 — в Сатанові налічується 527 будинків.
- 1793 — після третього поділу Польщі Поділля відходить до Російської імперії.
- 1796 — Сатанів входить до складу Проскурівського повіту Подільської губернії. Власниками містечка на цей час були Потоцькі.
- 1830 — в Сатанові вже 688 дворів та 2786 мешканців.
- 1861 — напередодні реформи 1861 року в Сатанові налічується 403 кріпаки.
- 1864 — населення містечка становило 3199 мешканців. 135 селянських дворів не мали земельних наділів та користувались присадибними ділянками, розміри яких коливались від 0,5 до 0,7 десятин. В місті є 2 муровані церкви і три в передмісті, каплиця, 7 єврейських молитовних будинків, однокласна школа, прикордонна застава.
- 1874 — населення Сатанова становить 4677 мешканців.
- 1876 — є 2 лікарі, аптека, 100 ремісників, 81 торгова лавка, броварня, винокурня, цегельня, 2 млини, гарбарня. Проводиться 9 ярмарків, мешканці шиють кожухи і виправляють шкіри. Все місто обнесене муром та валами.
- кінець XIX століття — населення становить 5 тисяч мешканців, в місті є дві православні церкви, костел, синагога, три водяні млини, слюсарні майстерні, маслоробний та пивоварний заводи.
- 1899 — розпочинає роботу цукровий завод, збільшують виробництво цегельний та черепичний заводи, каменоломня, два шкіряні заводи.

### XX століття

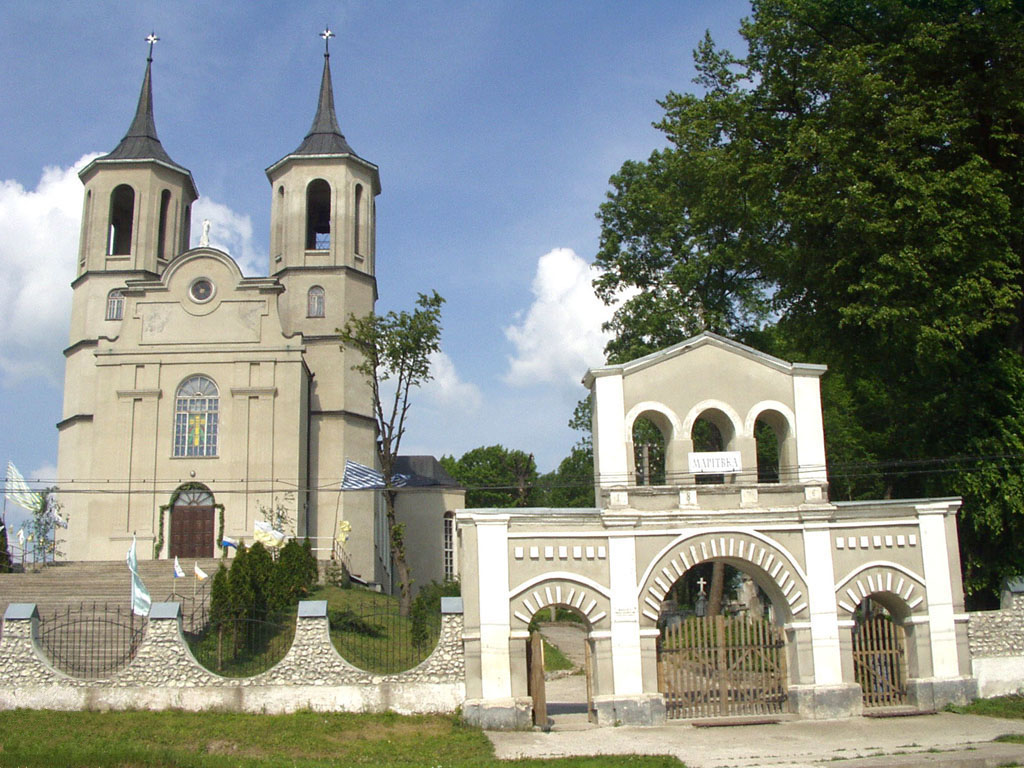
Костел Ясногірської Матері Церкви

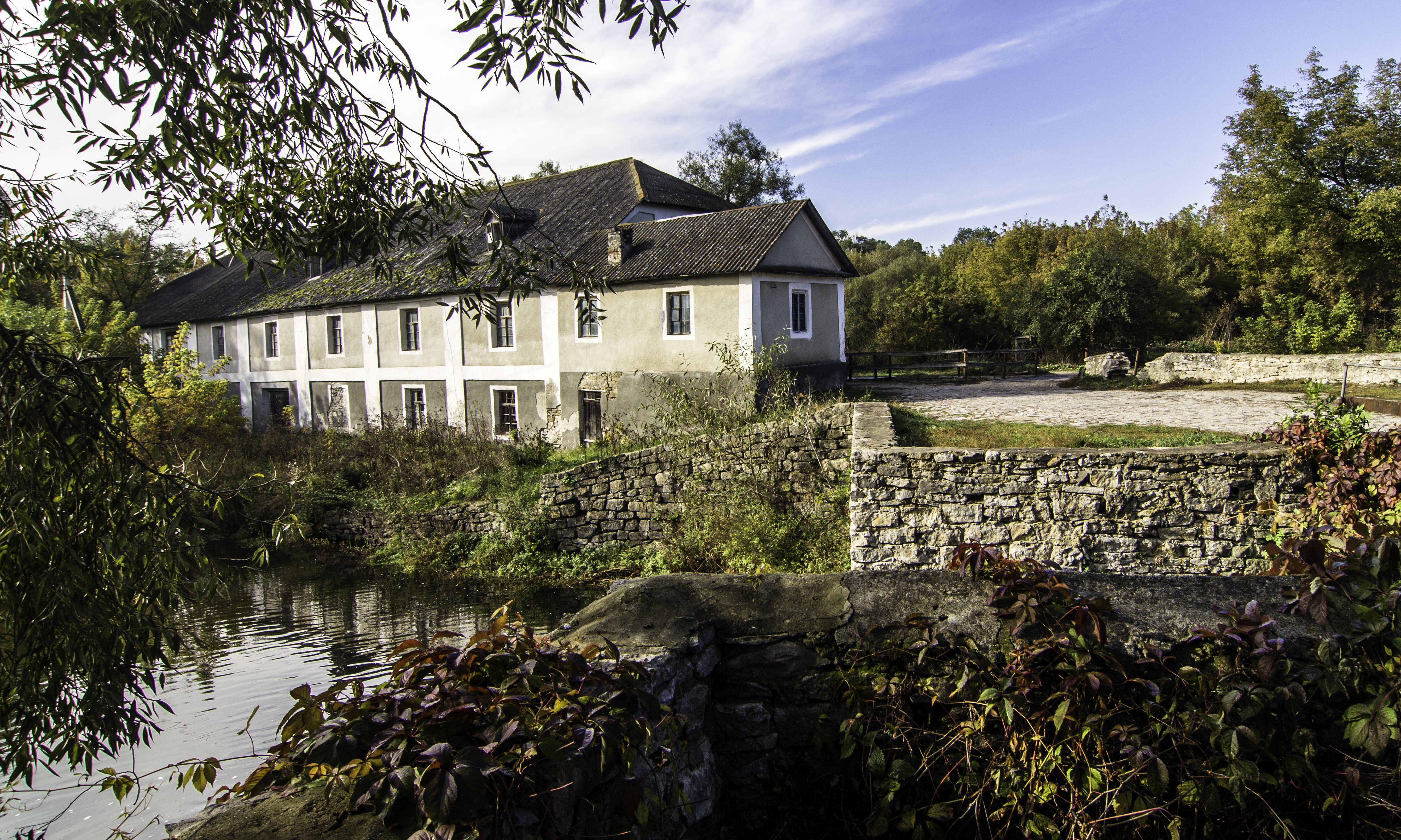
Млин

- початок XX століття — у Сатанові проходить 9 ярмарків на рік, базар що два тижні, торгує 81 лавка.
- 1911 — побудовано земську лікарню; працює парафіяльна школа.
- 1918 — під час Української революції припинив роботу цукровий завод.
- з кінця 1920-х — Сатанів — центр Юринецького району Проскурівського повіту.
- 1926 — відновлено цукровий завод; відкрито початкову школу.
- 1927 — побудовано семирічну школу.
- 1931 — у Сатанові стала виходити районна газета «Комуна» (згодом — «Колгоспна правда»).
- 27 лютого 1932 — Сатанів входить до новоствореної Вінницької області.
- 1933 — дала перший струм Сатанівська ГЕС [8].
- 22 вересня 1937 — Сатанів входить до Кам'янець-Подільської області, виділеної з Вінницької; завершено будівництво середньої школи.
- 17 грудня 1938 — Сатанів став селищем міського типу.[9]
- 1941–1944 — в Сатанові зруйновано ГЕС, МТС, поліклініку, 136 житлових будинків.
- 1945–1950 — роки відбудови: стала до ладу ГЕС, відбудовано житлові будинки, побудовано плодоконсервний завод, значно озеленено селище — посаджено понад 200 дерев.
- 1957 — відновила роботу Сатанівська ГЕС[10].
- 1966–1969 — побудовано 4 двоповерхові будинки, будинок для вчителів, проведено водопровід, побудовано автостанцію, заасфальтовано та освітлено центральні вулиці.

## Населення
Згідно з підсумками Всесоюзного перепису населення 1989 року, в Сатанові було 1774 мешканці (816 чоловіків і 958 жінок) .
| ×                      | 1 січня 2006 | 1 січня 2007 | 1 січня 2008 | 1 січня 2009 | 1 січня 2010 |
| ---------------------- | ------------ | ------------ | ------------ | ------------ | ------------ |
| Дворів                 | 760          | 760          | 760          | 757          | 753          |
| Мешканців              | 2250         | 2247         | 2245         | 2250         | 2250         |
| Дітей дошкільного віку | 122          | 146          | 151          | 148          | 154          |
| Дітей шкільного віку   | 270          | 274          | 258          | 278          | 284          |
| Людей пенсійного віку  | 776          | 792          | 803          | 816          | 824          |

### Мова
Розподіл населення за рідною мовою за даними перепису 2001 року:
| Мова            | Кількість | Відсоток |
| --------------- | --------- | -------- |
| українська      | 2192      | 97.52%   |
| російська       | 52        | 2.32%    |
| білоруська      | 1         | 0.04%    |
| вірменська      | 1         | 0.04%    |
| румунська       | 1         | 0.04%    |
| інші/не вказали | 1         | 0.04%    |
| Усього          | 2248      | 100%     |

## Пам'ятки архітектури, культури, історії, природи

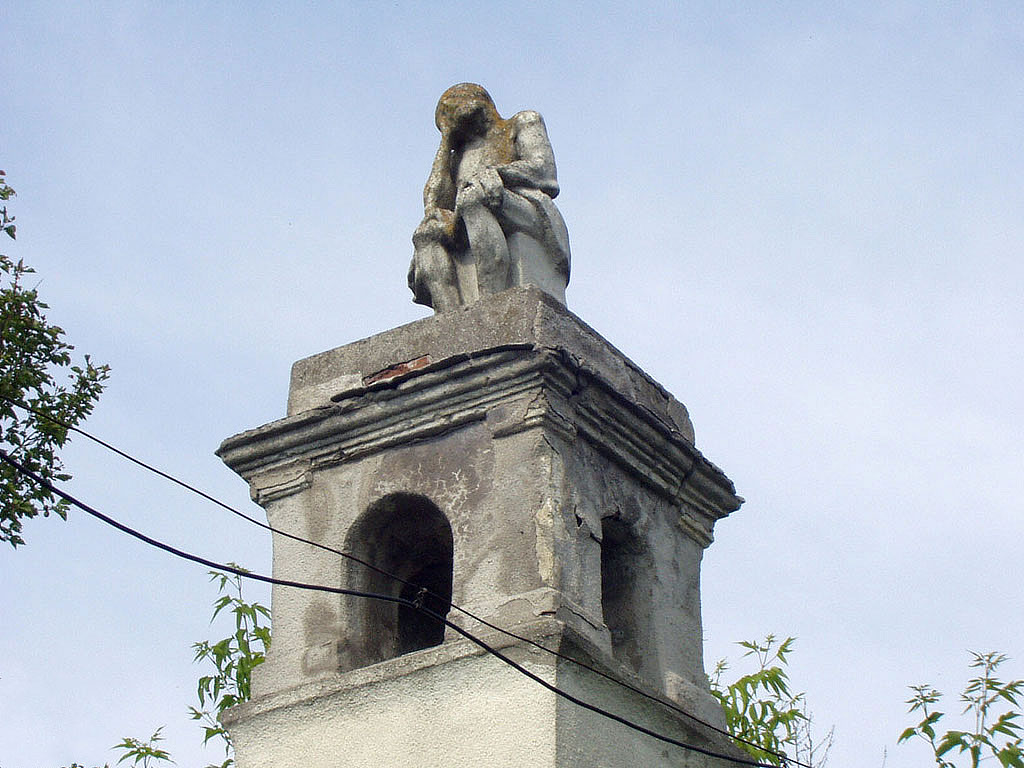
«Скорботний Ісус»

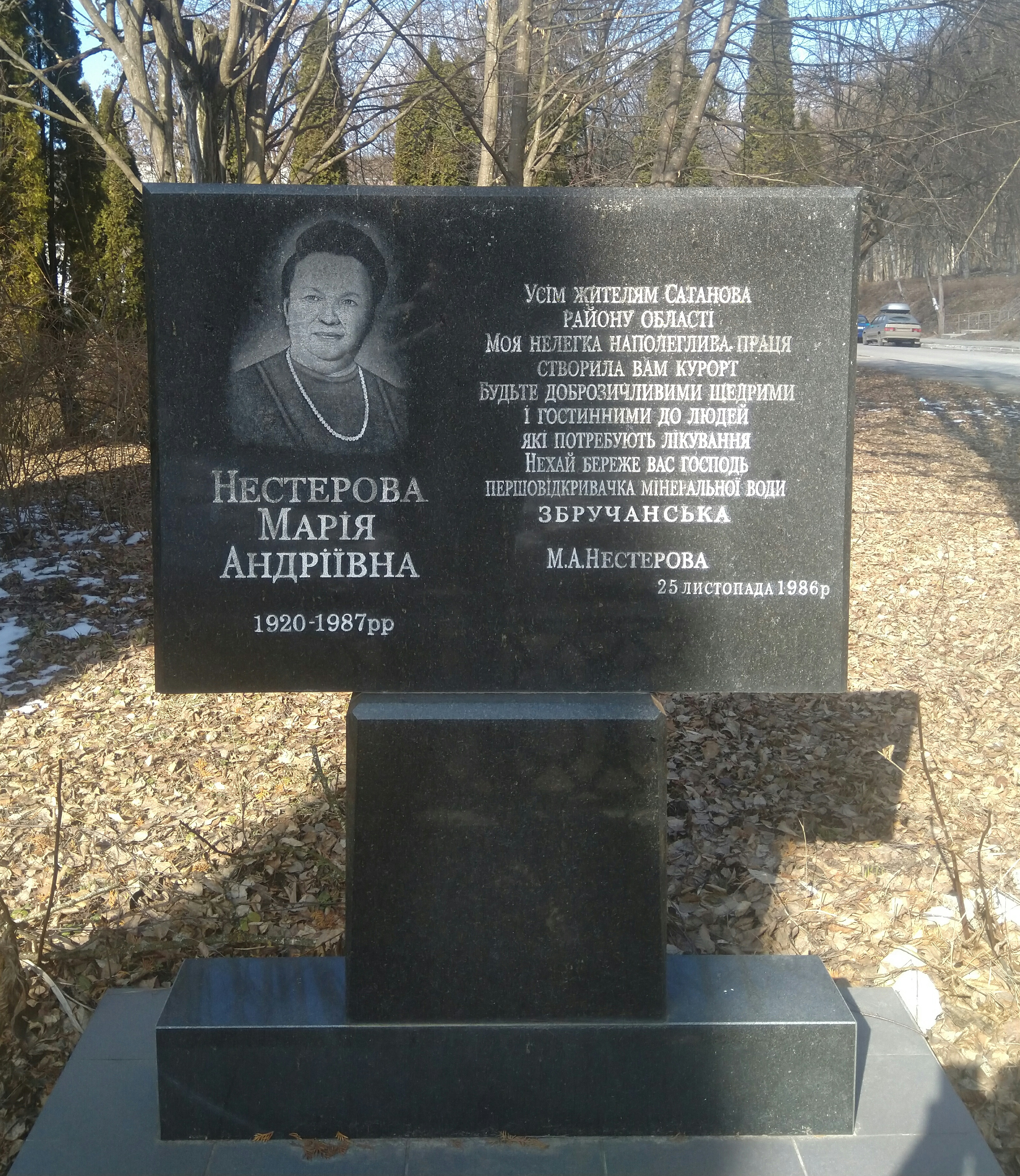
Пам'ятний знак на честь Нестерової Марії Андріївни, першовідкривачки мінеральної води «Збручанська»

До пам'яток архітектури національного значення належать:
- Траянів вал;
- Синагога (Базарна площа). Синагога, закладена в XV столітті, перебувала в критичному стані; практично цілком відновлена у 2013-14 роках;
- Сатанівський замок, XIV—XVI століття;
- Міська брама, XV—XVI століття;
- Єврейський цвинтар — некрополь, що має поховання, починаючи з XVI століття;
- Свято-Троїцький монастир, XVI—XVIII століття (Сатанівська Слобідка):
  - Троїцька церква (Слобідка-Сатанівська), перша половина XVI століття;
  - Дзвіниця та келії, перша половина XVII століття;
  - В'їздна брама, XVIII століття[14].
- Церква Благовіщення Пресвятої Богородиці (2007, УГКЦ)

До пам'яток архітектури місцевого значення належать:
- Комплекс споруд цукрового заводу (кінець XIX століття);
- Будинок цукрозаводчиці (кінець XIX століття);
- Корпуси лікарні (1910 рік);
- Комплекс споруд школи (1926—1937 роки);
- Водяний млин (XIX століття).

Скульптура скорботного Ісуса в Сатанові — найдавніший в Україні пам'ятник, присвячений визвольній війні під проводом Богдана Хмельницького.
У Сатанові є невеликий ландшафтний парк «Сатанівська перлина», який тягнеться понад Збручем. 20 серпня 1996 року Указом Президента України його оголошено парком-пам'яткою садово-паркового мистецтва загальнодержавного значення. Поблизу Сатанова розкинувся ботанічний заказник Сатанівська дача.
У Національному природному парку «Подільські товтри», що розташований у Сатанові, функціонує парк хижаків «Арден». Парк хижаків — це свого роду реабілітаційний центр для тварин, які жили в неналежних умовах. Спершу тут мешкали лише ведмеді, проте згодом кількість тварин збільшилася.
У складі оздоровчого комплексу «Перлина Поділля» у Сатанові діє Санаторій-музей «Джерела пам'яті».

## Засоби масової інформації
У Сатанові, який деякий час був районним центром, видавалася (до 1959 року) газета «Колгоспна правда» — орган Сатанівського райкому КП(б)У та виконкому районної ради депутатів трудящих . Газета виходила з 1931 року .

## Відомі люди, пов'язані із Сатановом

### Відомі уродженці
- Сара Бат-Товім — єврейська письменниця початку 18 століття.
- Давид-Бер Натанзон — єврейський літературознавець, педагог, видавець.
- Сатанов Ісак — єврейський письменник.
- Корецький-Сатановський Арсеній — український лексикограф, педагог, перекладач.
- Франкфурт Мойсей Ізраїльович — доктор медичних наук.
- Франкфурт Олександр Ізраїльович — доктор медичних наук.
- Розенфельд Йосип Львович — доктор хімічних наук.
- Барг Михайло Абрамович — доктор історичних наук.
- Тихонов Олександр Васильович — доктор соціологічних наук.
- Свінціцький Володимир Миколайович — доктор філософських наук.
- Білоцерківський Борис Юхимович — доктор технічних наук.
- Посадкова Світлана Степанівна (1937) — кандидат технічних наук, доцент, заступник декана факультету природокористування та інженерної екології Тверського державного технічного університету, співавтор навчального посібника «Основи проектування та розрахунку систем водопостачання та водовідведення населених пунктів» (Твер, 2000) [19].
- Бляхарський Ярослав Станіславович — кандидат юридичних наук.
- Бондаренко Геннадій Васильович — кандидат історичних наук, краєзнавець.
- Соха Володимир Іванович — краєзнавець, автор історичного нарису «Сатанів».
- Давид Фоґель — єврейський поет і прозаїк.
- Ізмайлович Дмитро Васильович — російський і бразильський художник.
- Вайсфельд Олександр Якович — український скрипаль, музичний педагог.
- Мітельман Ізраїль — бібліограф, фахівець із творчої спадщини Шолом-Алейхема.
- Кумановський Микола Іванович — український художник.
- Тузов Анатолій Павлович доктор юрид. наук професор, Заслужений юрист України, укр. правознавець.
- Марчевский Владислав Іванович — каменотес, довгожитель.
- Вус Світлана Михайлівна — суддя Верховного Суду України.
- Додіч Леоніла Василівна — директор філії «Оздоровчий комплекс „Поділля“», почесний працівник туризму України.
- Бубель Мойсей Ізраїльович — конструктор.
- Верхола Трохим Федорович — український громадський діяч, художник.
- Генрик Малковський — польський актор.
- Савчишин Володимир Михайлович — головний старшина Збройних сил України, загинув у ході російського вторгнення в Україну.
- Шейнберг Михайло Григорович — начальник проектного відділу Магнітогорського металургійного комбінату в 1971—1990 роках [20].

У Сатанові народився Яків (Янкель) Олександрович Йошпа — батько співачки Алли Йошпе, відомої виступами в дуеті зі Стаханом Рахімовим .

### Інші особи
3—4 липня 1589 року в Сатанові перебував австрійський дипломат Еріх Лясота. У щоденнику про цей візит залишив лаконічний запис. Перед Сатановим відвідав містечко Чемерівці, а із Сатанова поїхав у Волочиськ .
24 серпня 1711 року в Сатанові проїздом побував данський посланник при Петрі I Юст Юль. Він занотував у щоденнику: «24-го. Проїхавши до полудня дві милі, досяг Сатанова. Це добре облаштоване місто. Воно укріплене старовинними мурами та баштами. Пополудні зробив ще дві милі й прибув у село Вікно» .
У Сатанові довгий час жив і помер польський лікар Станіслав Пац (1703–1826), який прославився також як довгожитель.
У другій половині 19 століття в Сатанові жив лірник Семко. Від нього подільський дослідник Юхим Сіцінський записав три пісні: 28 липня 1887 року — «Ой зійшла зоря» (про те, як з допомогою Матері Божої Почаївської був захищений Почаївський монастир від нападу турків) і «Лазар» (про хворого чоловіка Лазаря, який звертається за допомогою до свого багатого брата, і, не отримавши підтримки та допомоги, умираючи, просить Бога взяти його до себе; багатий брат же, після смерті, опиняється у пеклі і просить Лазаря заступитися за нього перед Богом; святий Абрамій, почувши це, говорить, що кожен має отримати те, що заслужив за життя), 2 серпня 1888 року — «Пречистая Діва Мати з руського краю».
У 1902—1930 роках у Сатанові адміністратором римо-католицької парафії Пресвятої Трійці був Ян Ладиго. У 1915—1916 роках помічником настоятеля костьолу був Сигізмунд Клемчинський. Обох священиків було репресовано радянською владою.
1920 року, відступаючи в складі Червоної армії, в Сатанові побував український поет Володимир Сосюра, про що він потім згадував у романі «Третя Рота»: «Перейшли Збруч, і уже в Сатанові хтось не витримав і крикнув: „Тепер ми на своїй землі, хай живе Радянська влада!“ Але і на своїй землі ми панічно відступали» .
У листопаді 1920 року через Сатанів проліг шлях професора Івана Огієнка (майбутнього митрополита Іларіона) з Кам'янця-Подільського, захопленого більшовиками, на Тарнів. Микола Тимошик так зафіксував цю подію: «За наполяганням чергового старшини штабу діючої Української армії Іван Огієнко, нашвидкуруч зібравши дітей і дружину, в ніч з 15 на 16 листопада, пішки, фактично без будь-якого майна, вирушає в далеку і невідому дорогу. А діти? Дружина Домініка Данилівна була на восьмому місяці вагітності (донька Леся народиться в Тарнові 8 січня 1921 року; Анатолію виповнилося лише десять, а Юрію — дев'ять літ…) На одному з аркушів, віднайдених автором цих рядків у архіві митрополита Іларіона у Вінніпезі, зафіксований цей відчайдушний маршрут: Чемерівці (16 листопада), Сатанів (17 листопада), Волочиськ (19 листопада), Тернопіль і Львів (без дат), Тарнів (25 листопада)» .
Двокласну школу в Сатанові закінчив український біолог Іван Розгін.
У Сатанові жила, закінчила середню школу Сохацька Олена Миколаївна — доктор економічних наук. У Сатанові в дитинстві жив Месенжник Яків Захарович — заслужений діяч науки Російської Федерації. У 1971—1975 парках художнім керівником і диригентом жіночого духового оркестру «Гусари» Сатанівського цукрового заводу працював (за сумісництвом) Слободянюк Петро Якович — нині заслужений працівник культури України . Заслуженим учителем України став Степан Іванович Ковач (народився 16 лютого 1933 року).
У Сатанові працювали:
- Ґудзь Павло Данилович — доктор військових наук, заслужений діяч науки РРФСР;
- Муха Віктор Іванович — український перекладач.

3 липня 2000 року на засіданні спеціалізованої вченої ради в Івано-Франківській державній медичній академії Наталія Ярославівна Верещагіна захистила кандидатську дисертацію «Застосування персантину та мінеральної води Збручанського родовища в комплексній терапії хворих на цукровий діабет». Уперше досліджено динаміку клініко-імунологічних проявів цукрового діабету І і ІІ типів при реабілітаційному лікуванні з використанням маломінералізованої гідрокарбонатно-натрієво-магнієвої води типу «Нафтуся» Збручанського родовища в умовах санаторію «Товтри» смт Сатанів. 2005 року кандидатську дисертацію «Профілактична та лікувальна дія мінеральної води „Збручанська“ курорту Сатанів при цукровому діабеті другого типу та порушеній толерантності до глюкози» захистив Микола Дмитрович Кирилюк.
Сатанівську школу закінчив Цисар Олександр Миколайович (1979—2015) — капітан (посмертно) Збройних сил України, учасник російсько-української війни 2014—2017.

## Сатанів у художній творчості
1 липня 1921 року в Тернополі український письменник Клим Поліщук написав оповідання «Скарби віків», дія якого відбувається в Сатанові та розповідає про міфічні скарби Сатанівського замку. 6 липня 1922 року оповідання було опубліковано в газеті «Свобода» в США 
1992 року санаторій «Товтри», що в Сатанові, відвідав поет-гуморист Василь Іванович Кравчук. Написав «Притчу про Сатанів» .
Марія Дем'янюк із Хмельницького вірш «Спогади про Товтри» розпочала такими поетичними рядками про Сатанів:
Сатанів смарагдовим сатином: дивиться озерними очима .
Ігор Байдак присвятив Сатанову такі рядки :
Де меандри виписує Збруч,
Де цілюща вода Медоборів,
Древній Сатанів дивиться з круч:
На подільські безкраї простори…
Сатанів зображено на гравюрах Сергія Кукурузи.
Дія роману «Повний Місяць» Андрія Кокотюхи відбувається в Сатанові та його околицях.
Музичний віч-хауз проєкт Kryvø_Rizh присвятив йому композицію “Сатанів”.

## Світлини

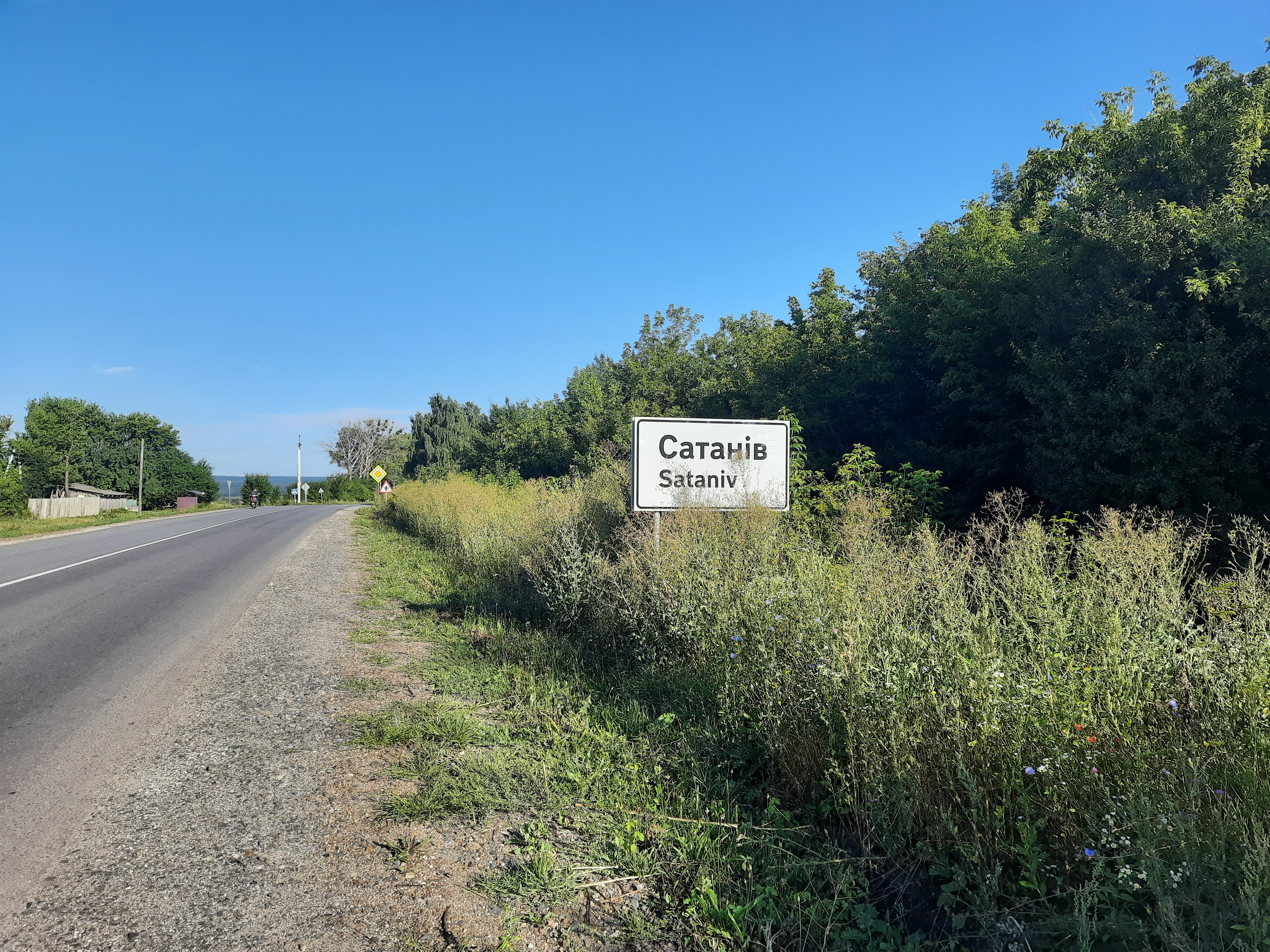
Дорожній знак при в'їзді в селище
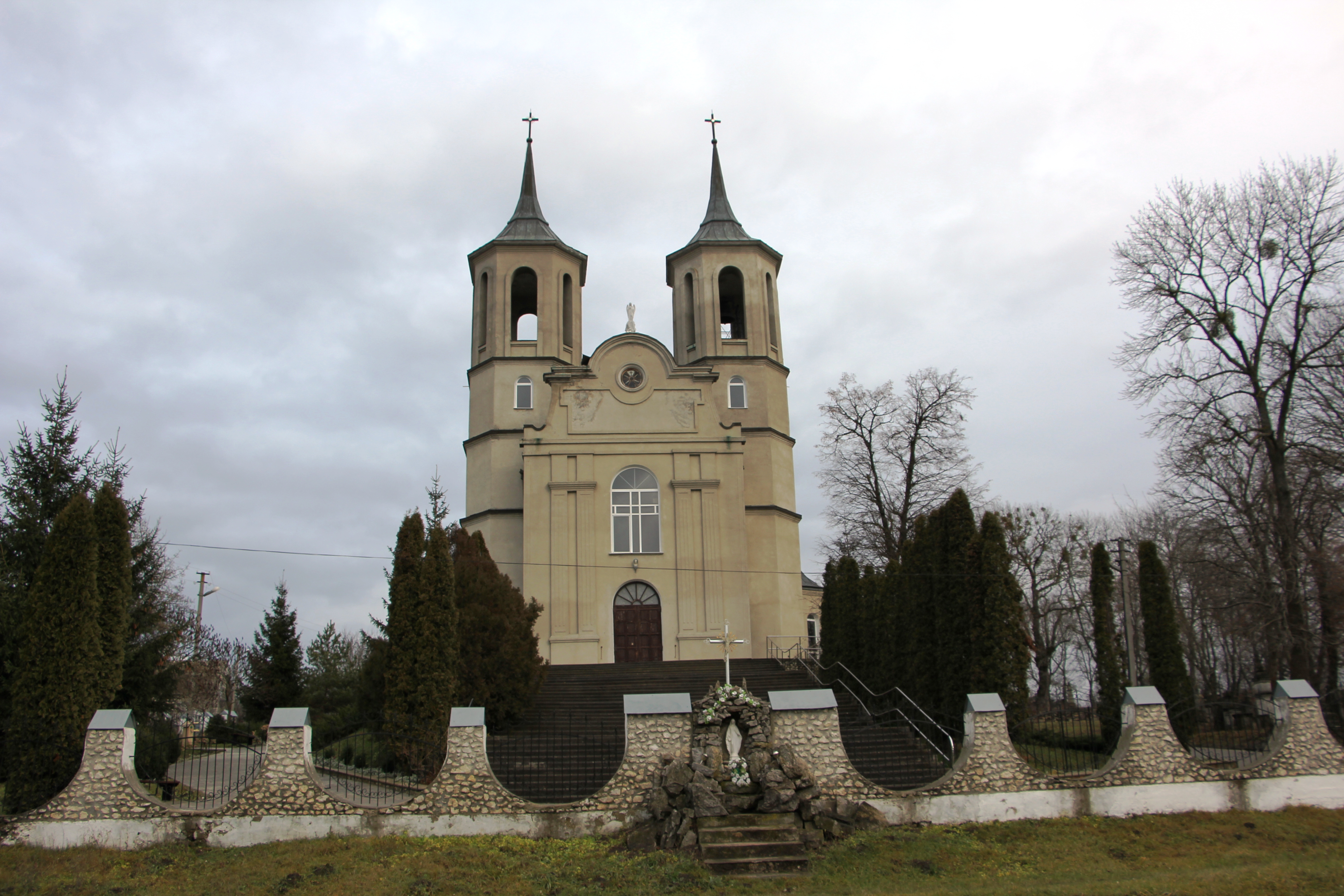
Костел св. Трійці
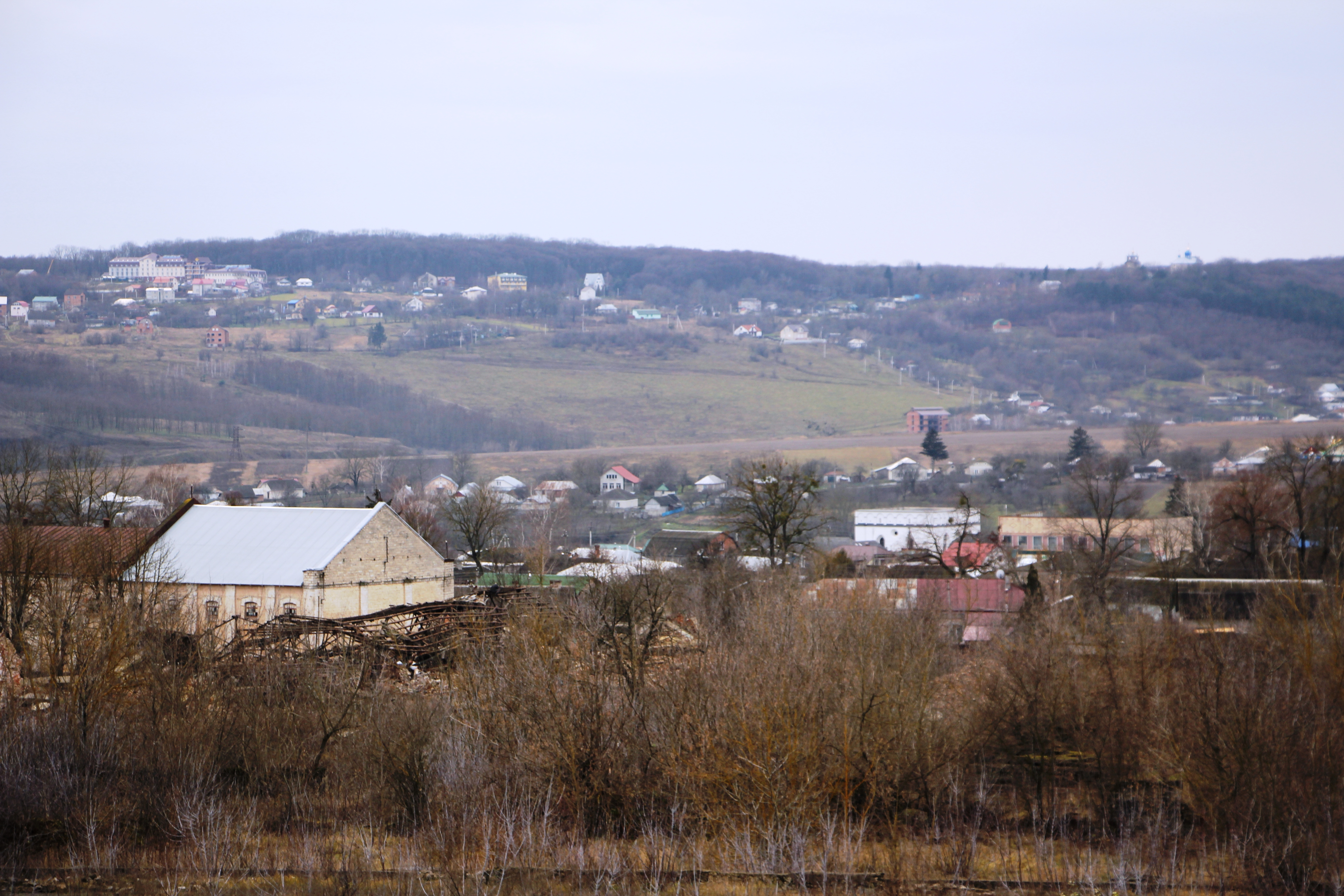
Панорама на містечко
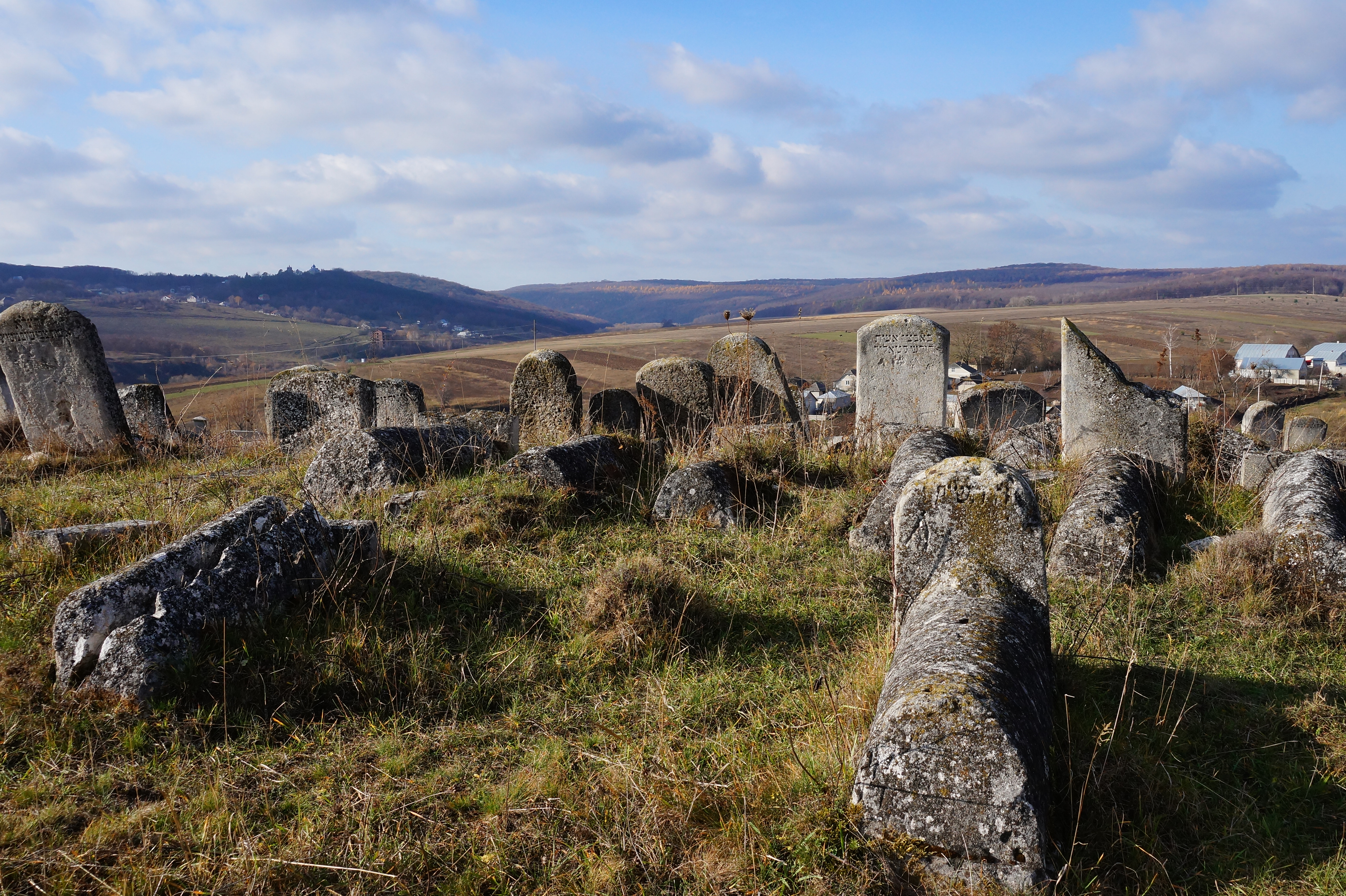
Сатанівський єврейський цвинтар
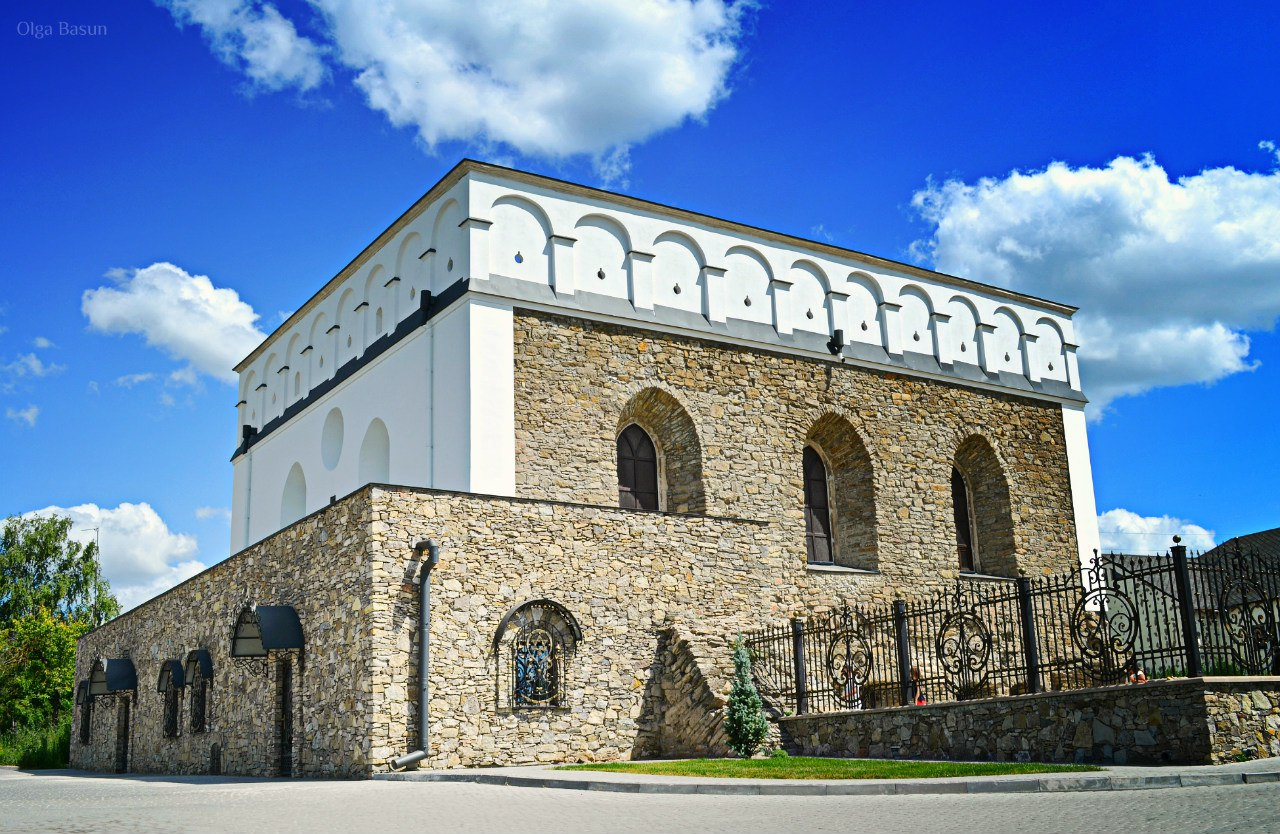
Синагога
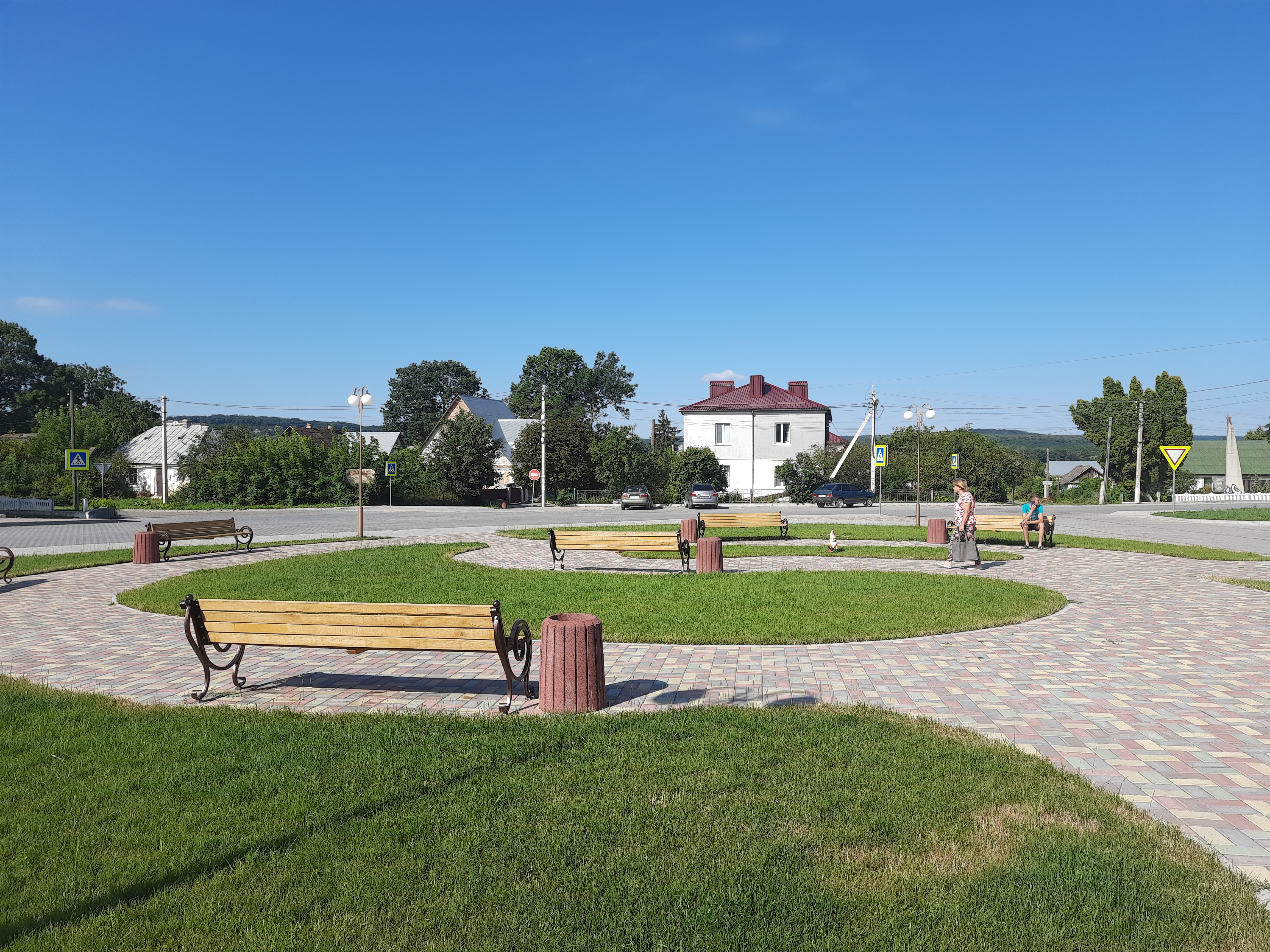
В центрі
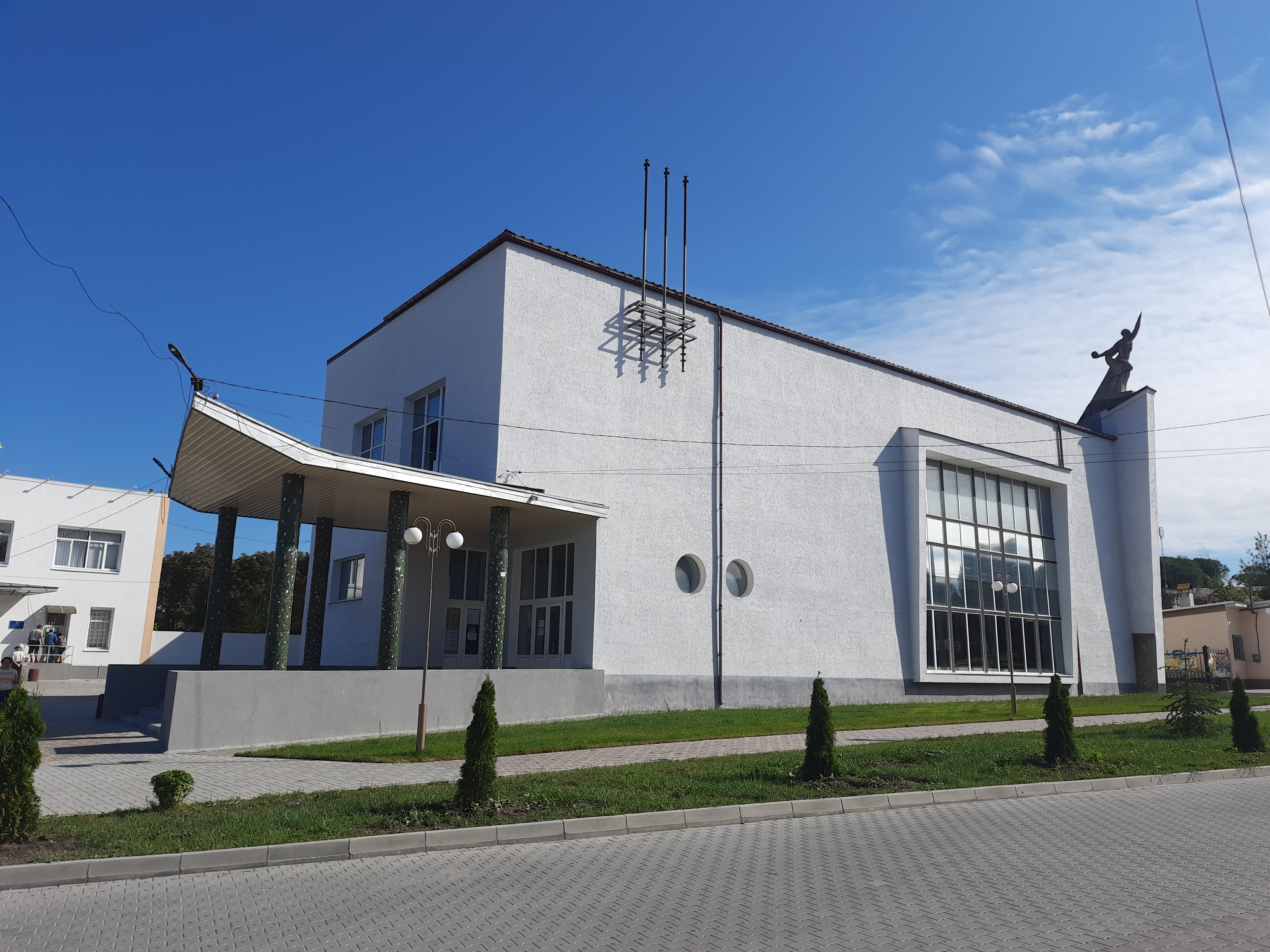
Будинок культури
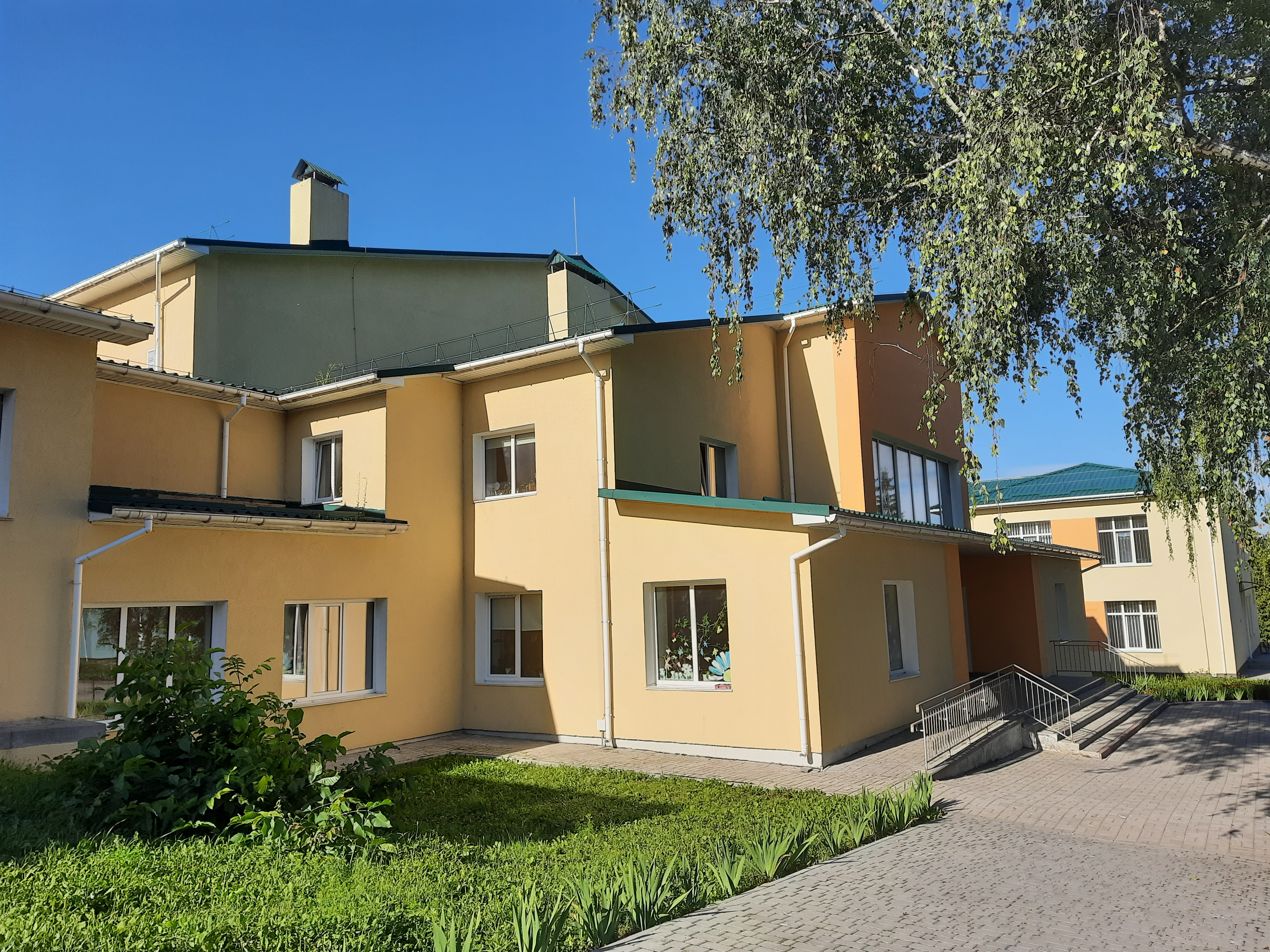
Школа
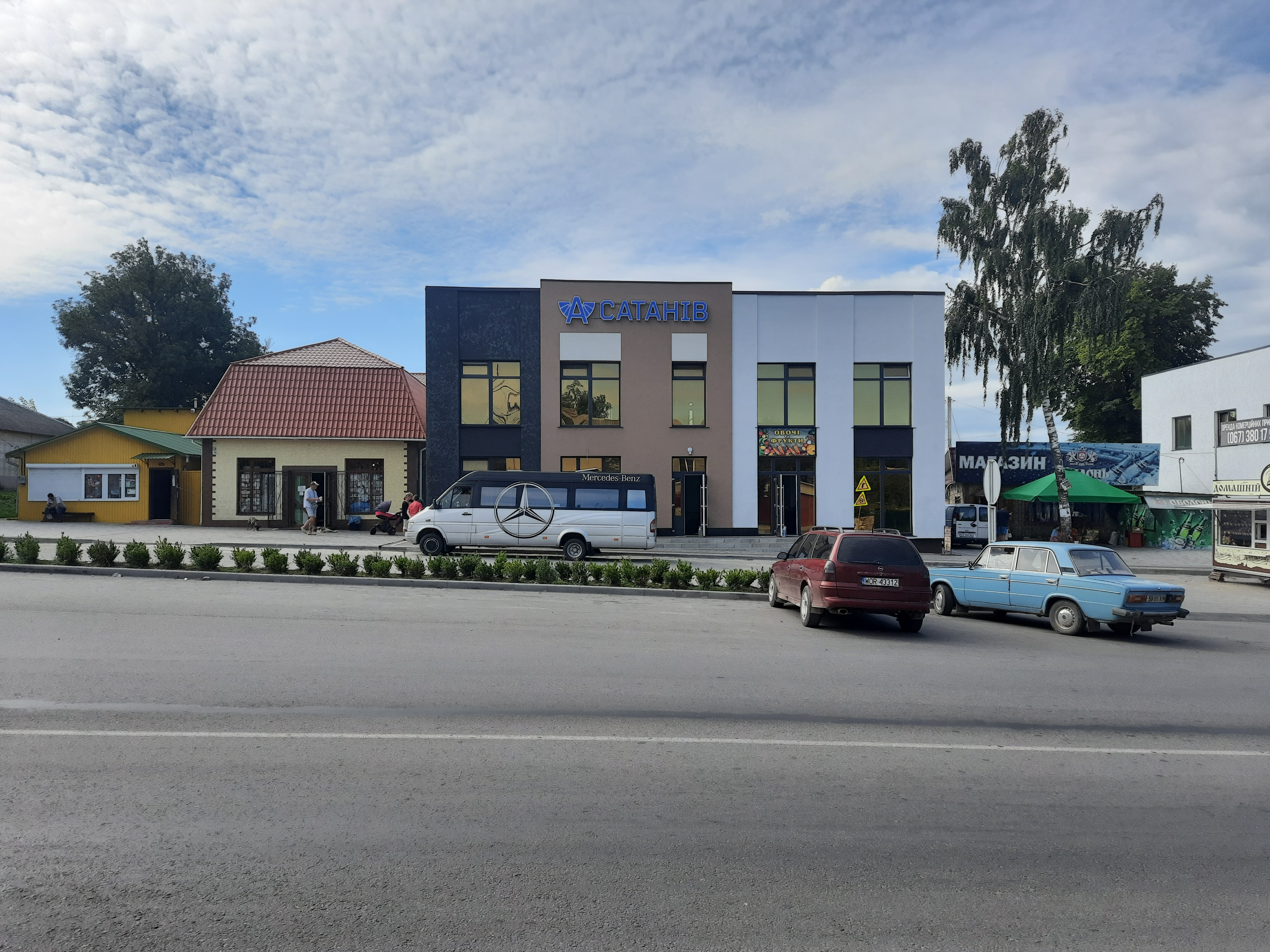
Автостанція
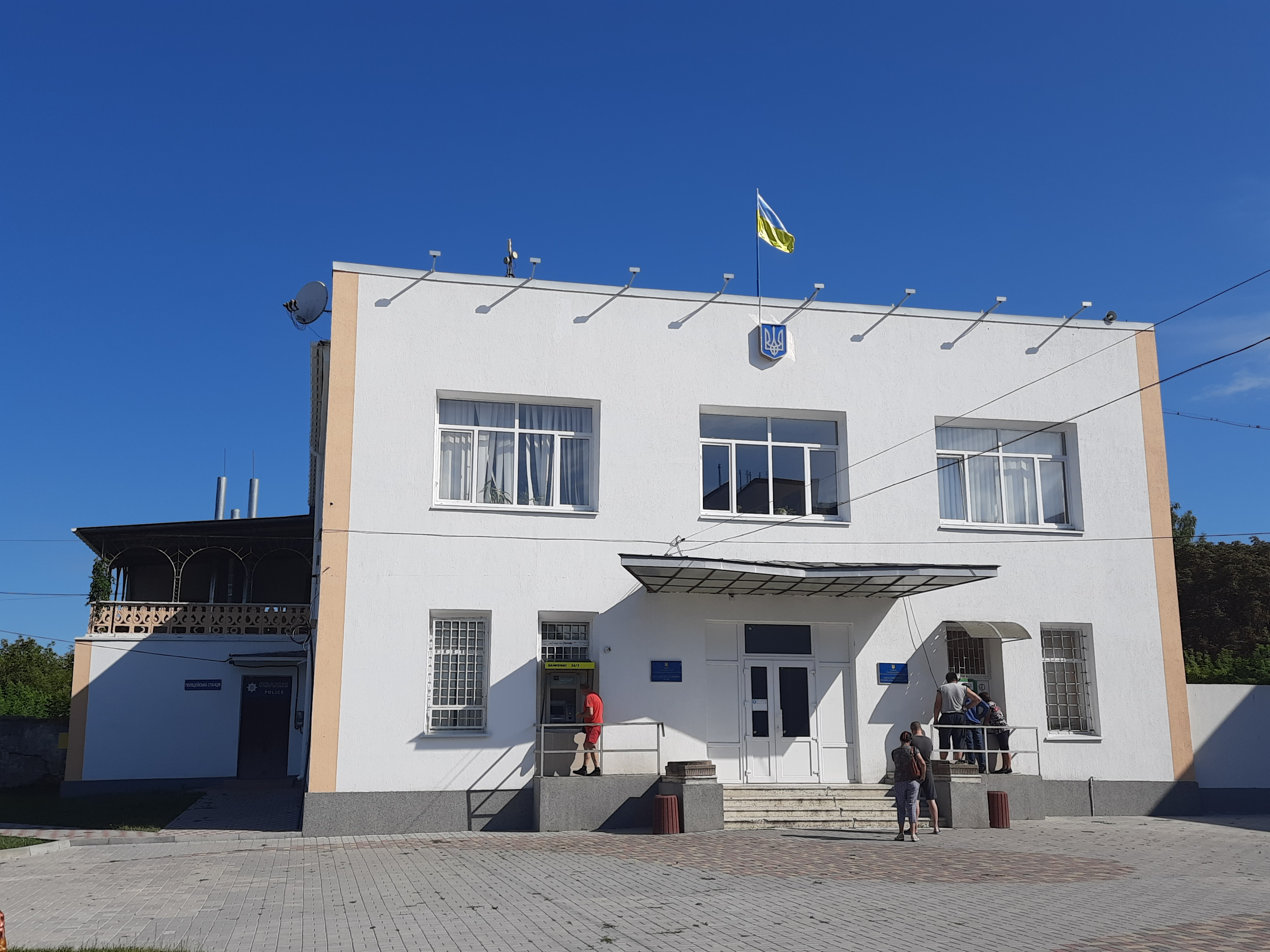
Селищна рада
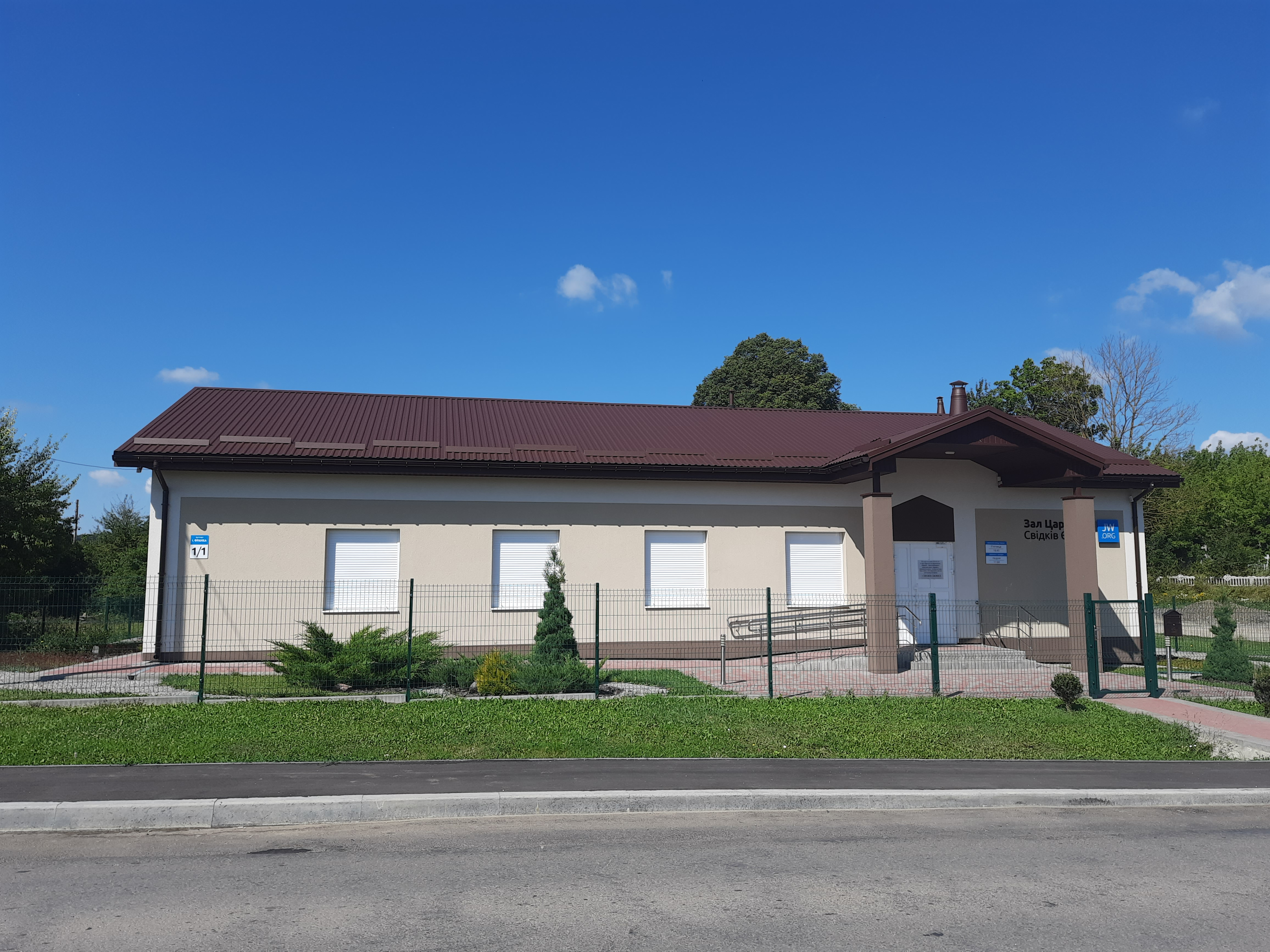
Протестантський храм
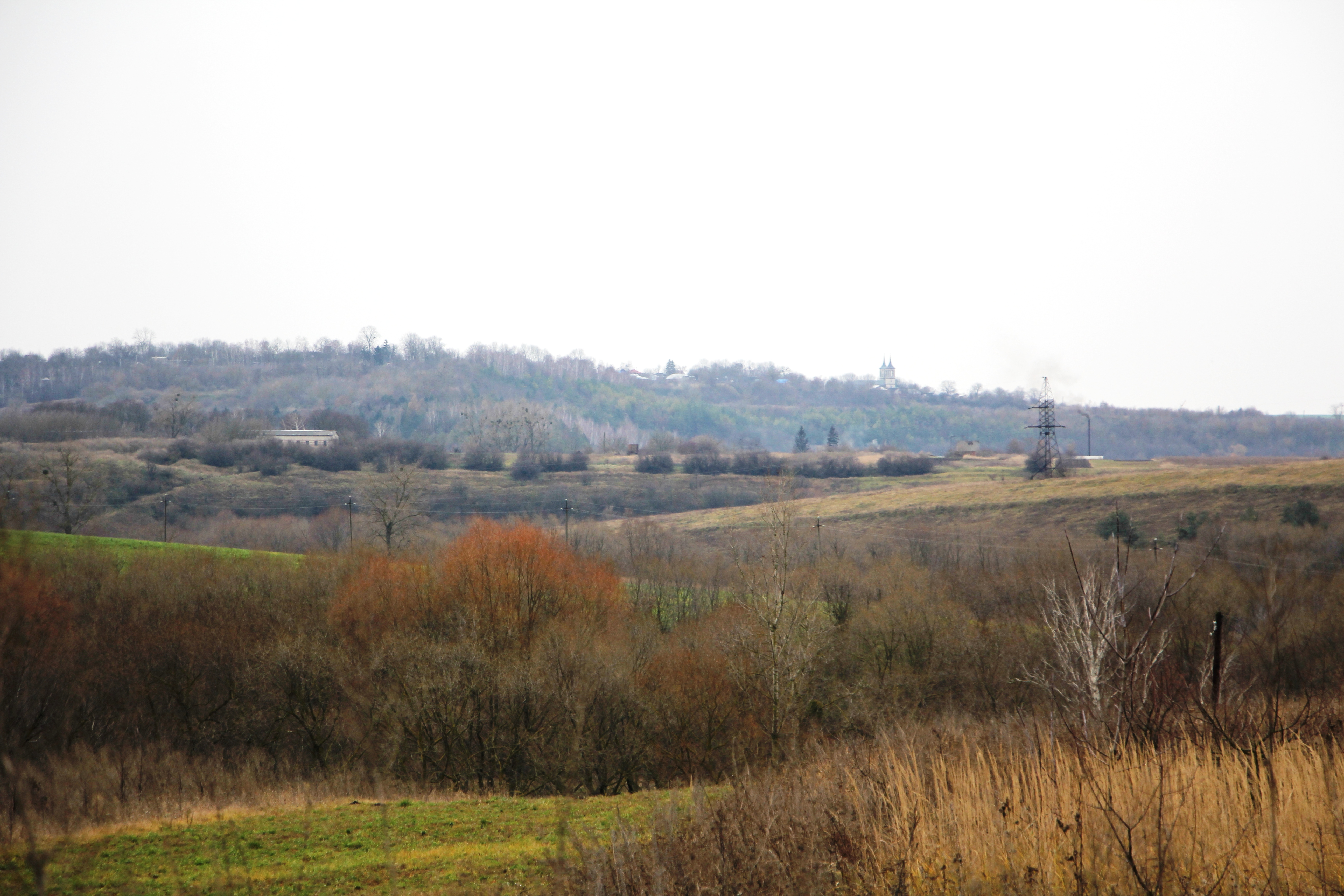
Краєвид околиць містечка
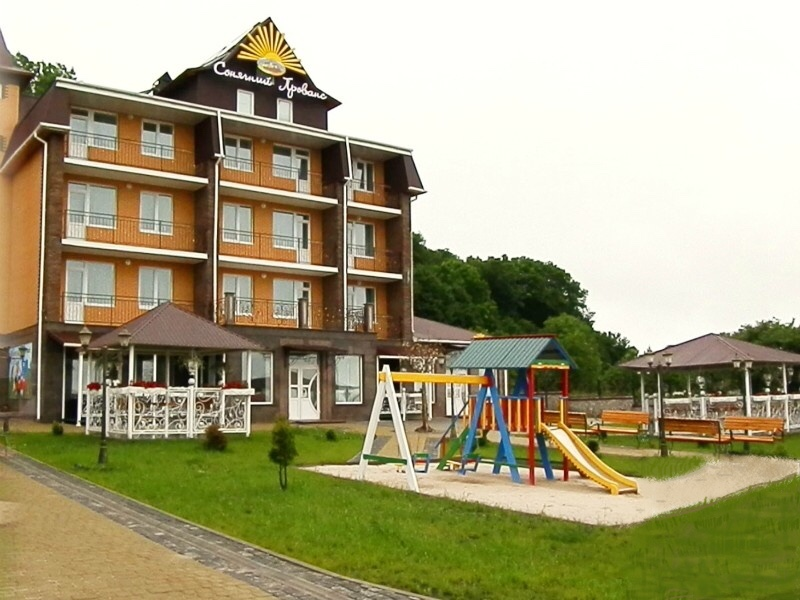
Санаторий Прованс
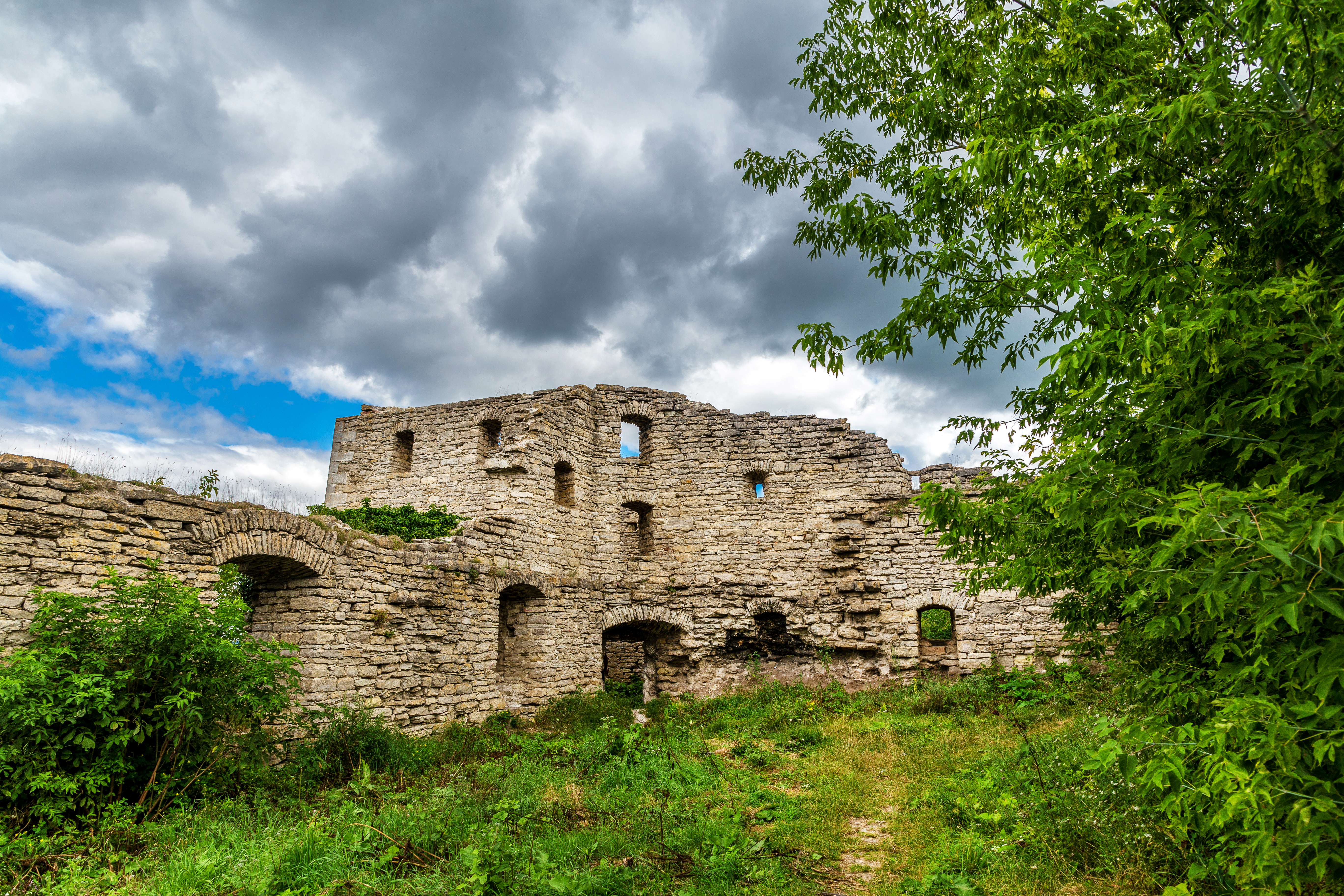
Руїни замку
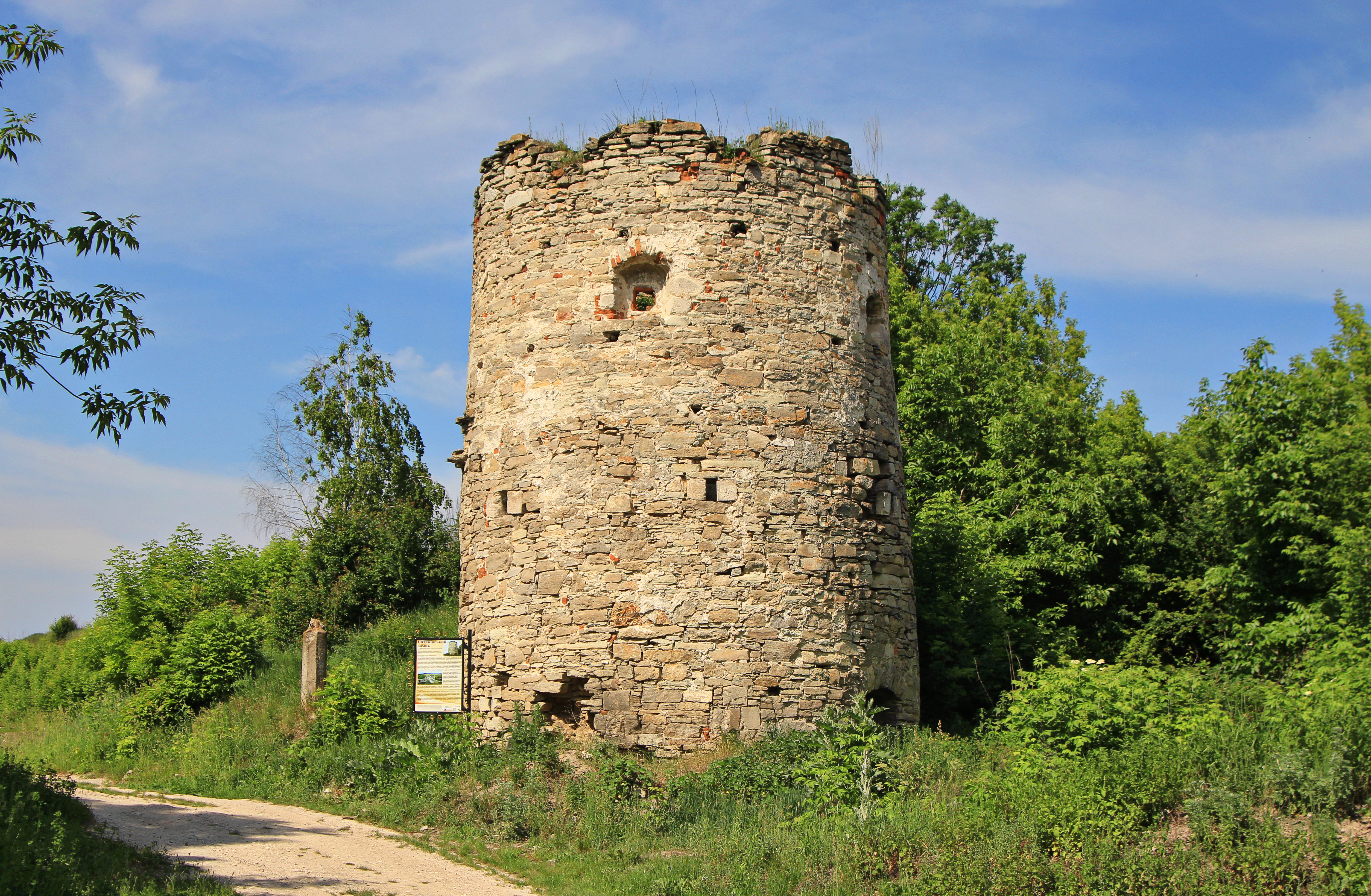
Руїни замку
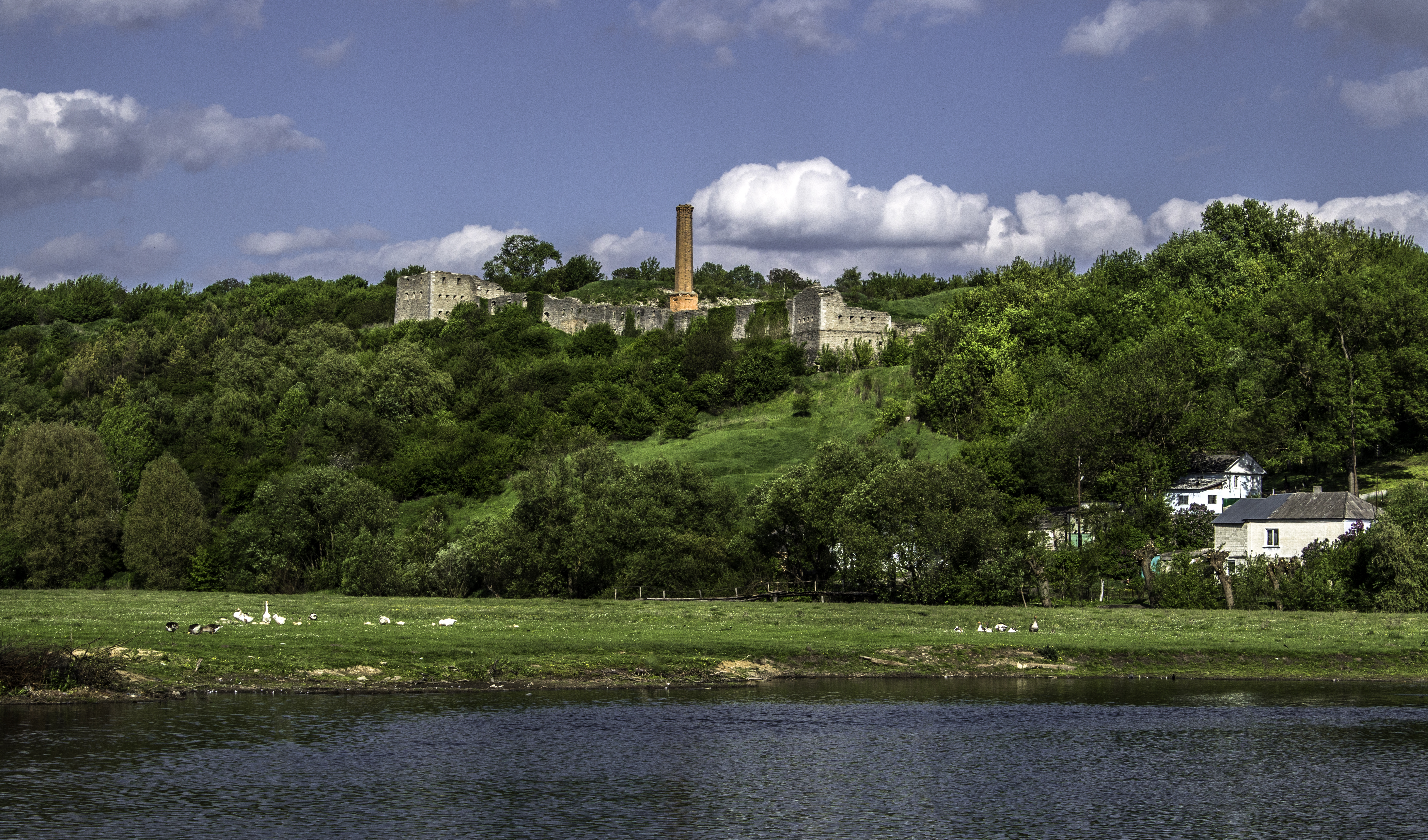
Вид території замку та р. Збруч
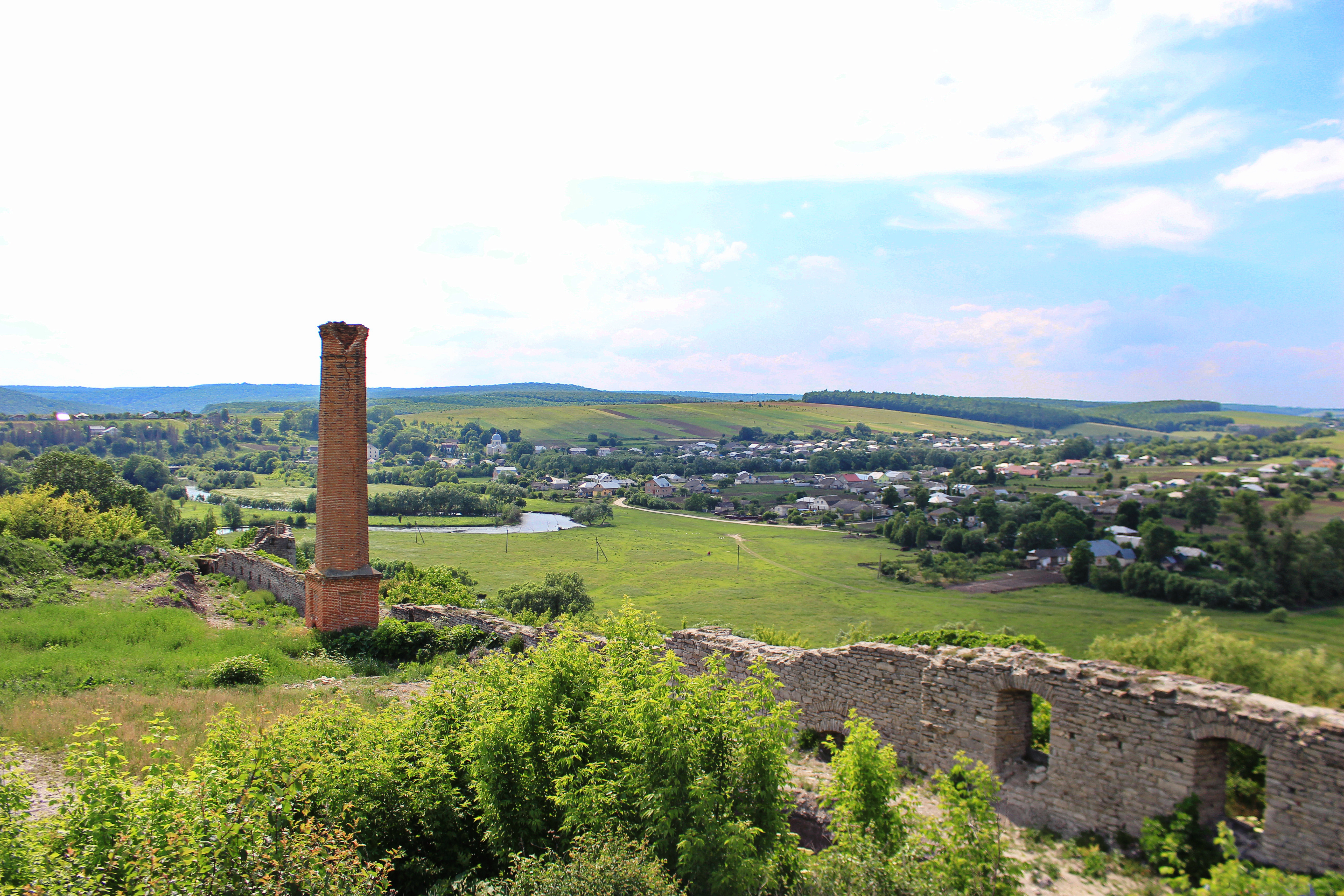
Панорама на село Волиця з території замку
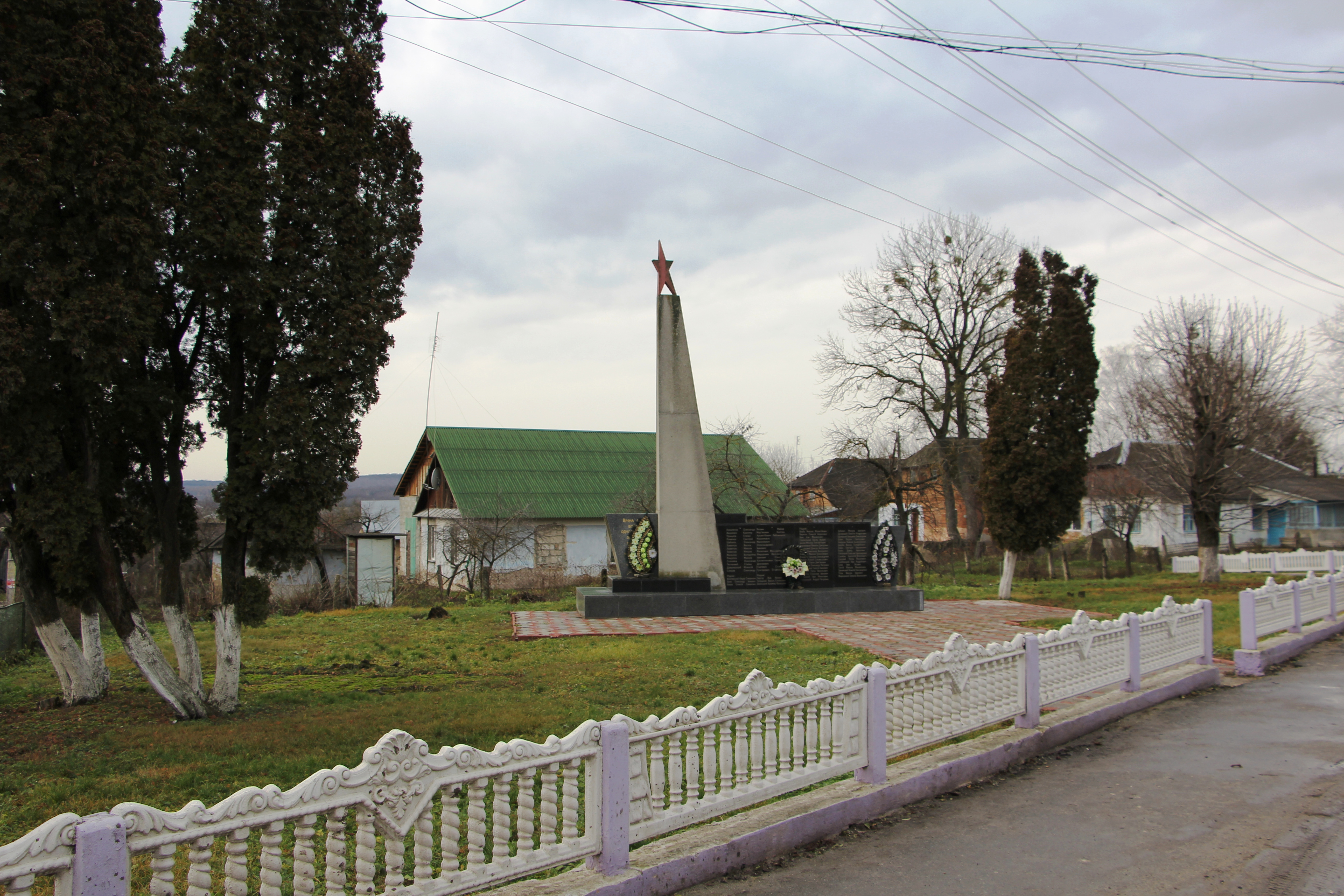
Радянський пам'ятник
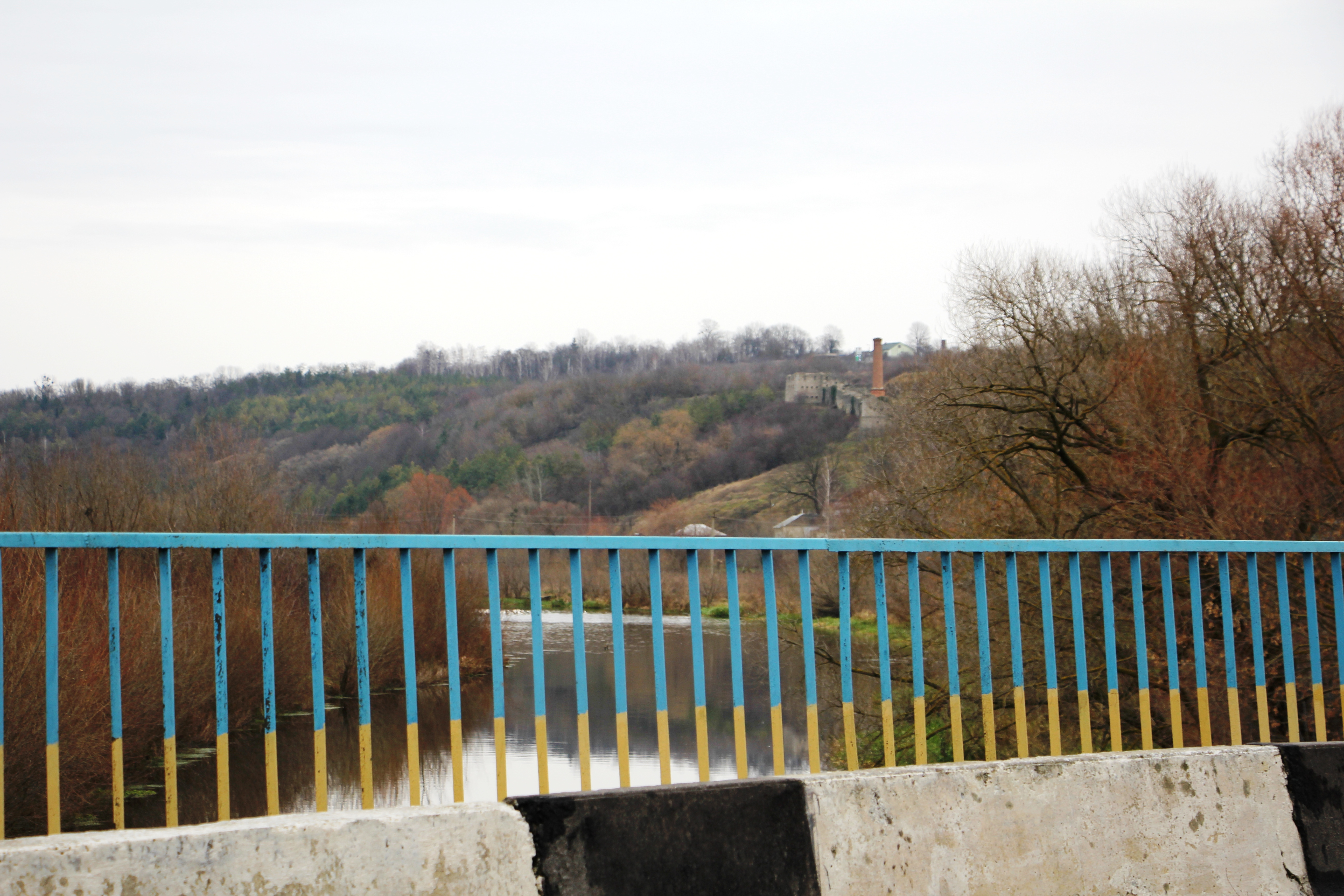
Міст через р. Збруч
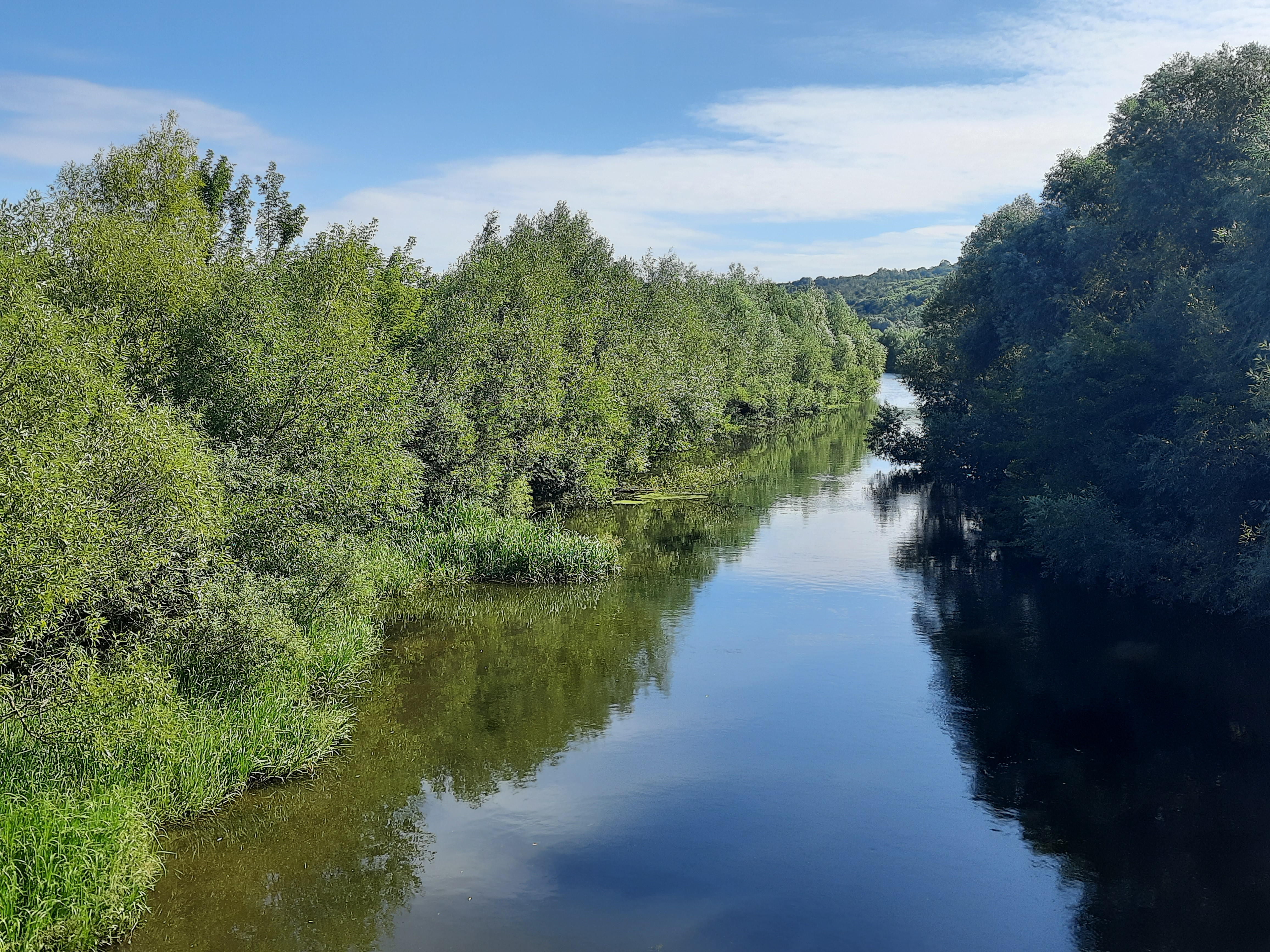
Річка Збруч біля Сатанова